# Abbaye de la Trinité de Fécamp
Pour les articles homonymes, voir Abbaye Sainte-Trinité.
L'abbaye de la Trinité de Fécamp est une abbaye bénédictine construite dans l'enceinte du château des ducs de Normandie à Fécamp, dans le département de la Seine-Maritime, en région Normandie. De style gothique primitif avec quelques chapelles romanes, c'est aussi une nécropole ducale et un centre de pèlerinage du Précieux Sang. L'abbaye est classée aux monuments historiques.

## Localisation
L'abbaye de la Trinité est située sur la commune de Fécamp, dans la valleuse de la Valmont, au cœur du pays de Caux, sur la côte d'Albâtre, dans le département français de la Seine-Maritime.

## Historique

### Premières traces gallo-romaines
La localité de Fécamp porte un nom d'origine prélatine, probablement gauloise. Des vestiges de la fin de La Tène et du début de la période gallo-romaine, des cimetières du Ier, IIe et IIIe siècles indiquent une vie dans le secteur. Un oppidum qui passe pour avoir été érigé par les Calètes domine le val.

### Légendes fondatrices

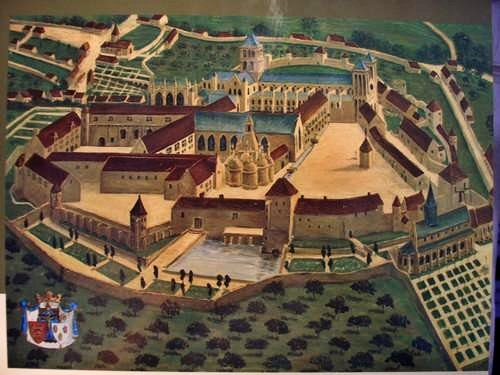
L'abbaye de la Trinité de Fécamp à son apogée.

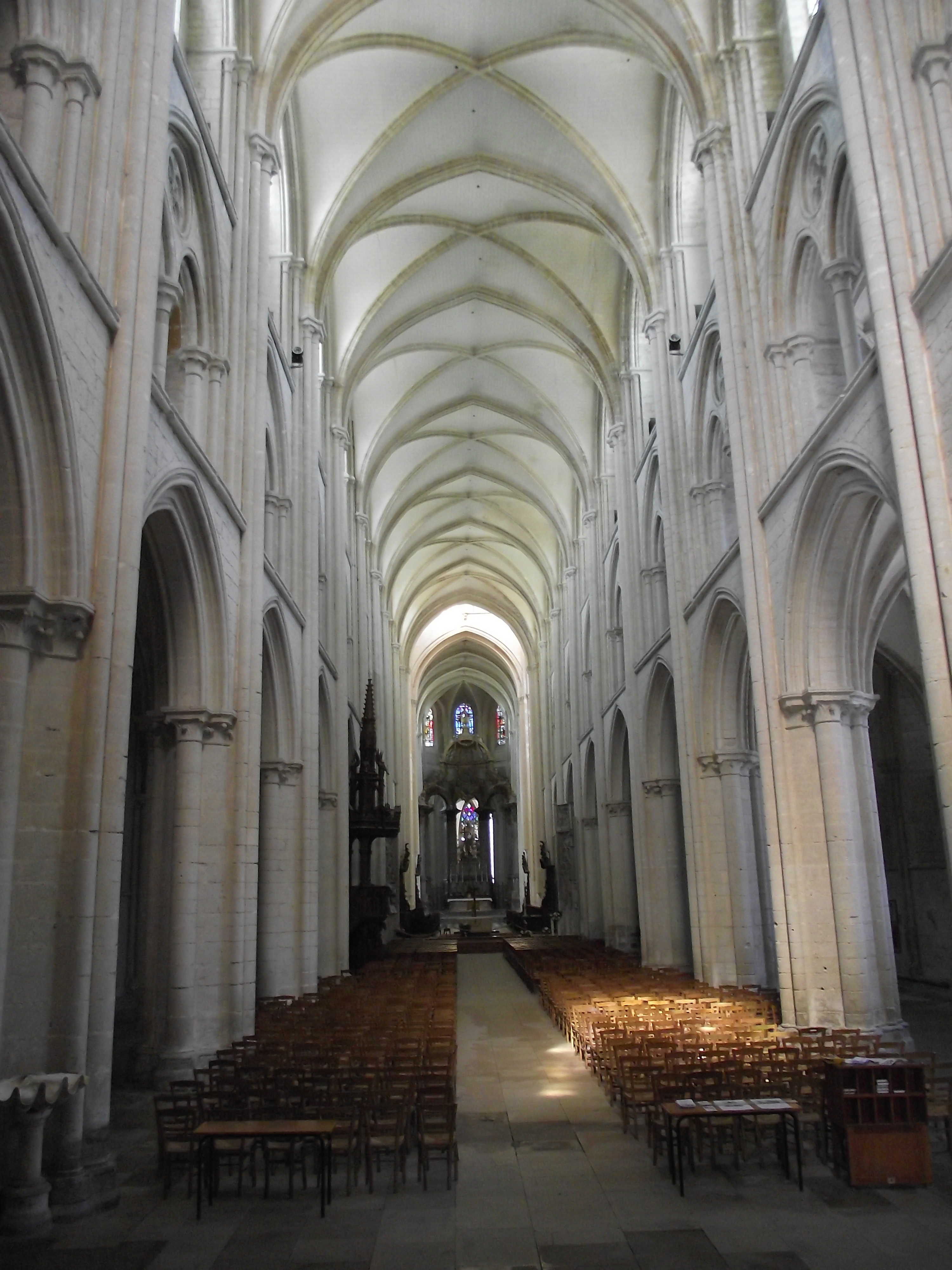
Vue de la nef vers le chœur.

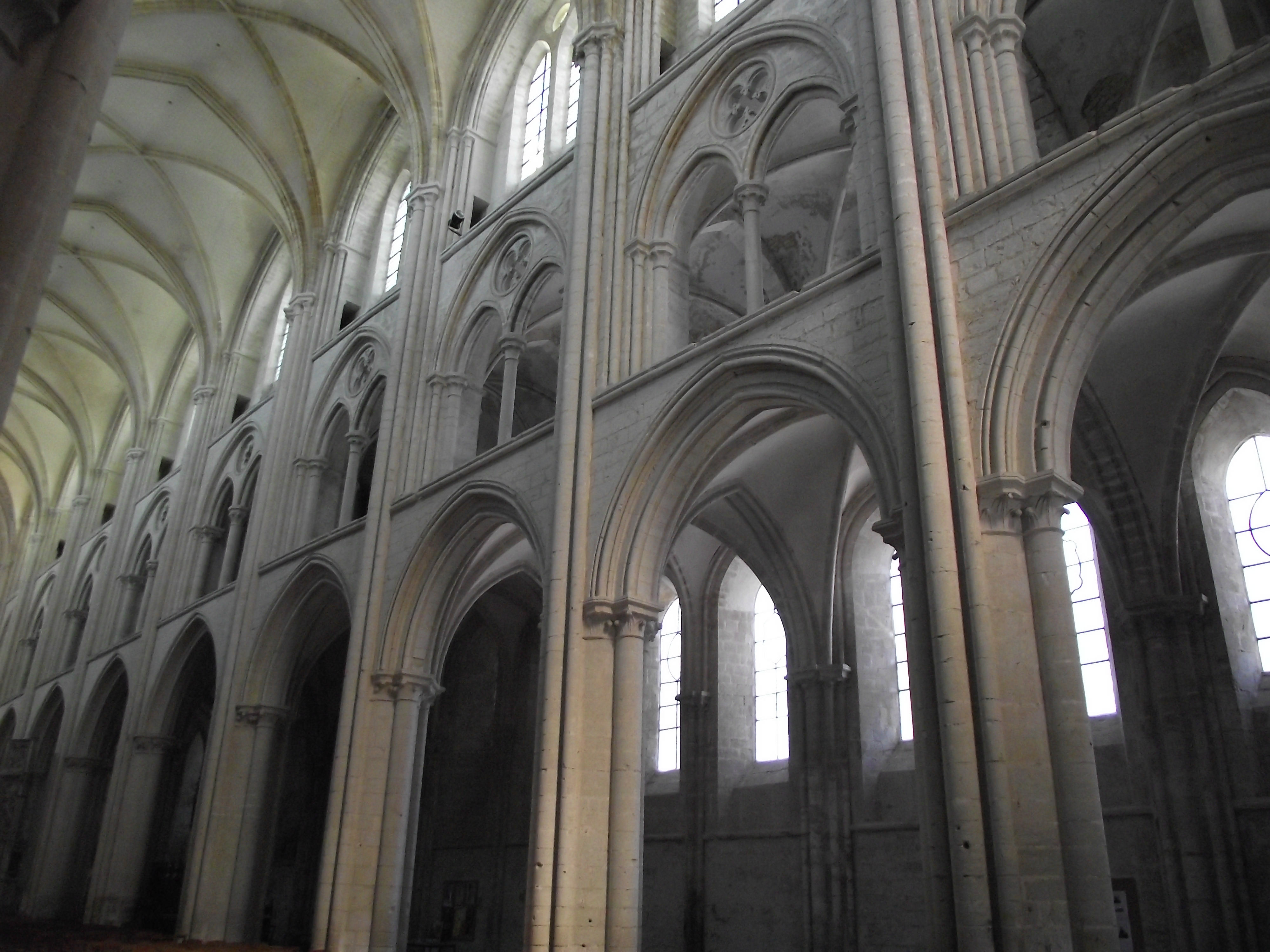
L'élévation à trois niveaux.

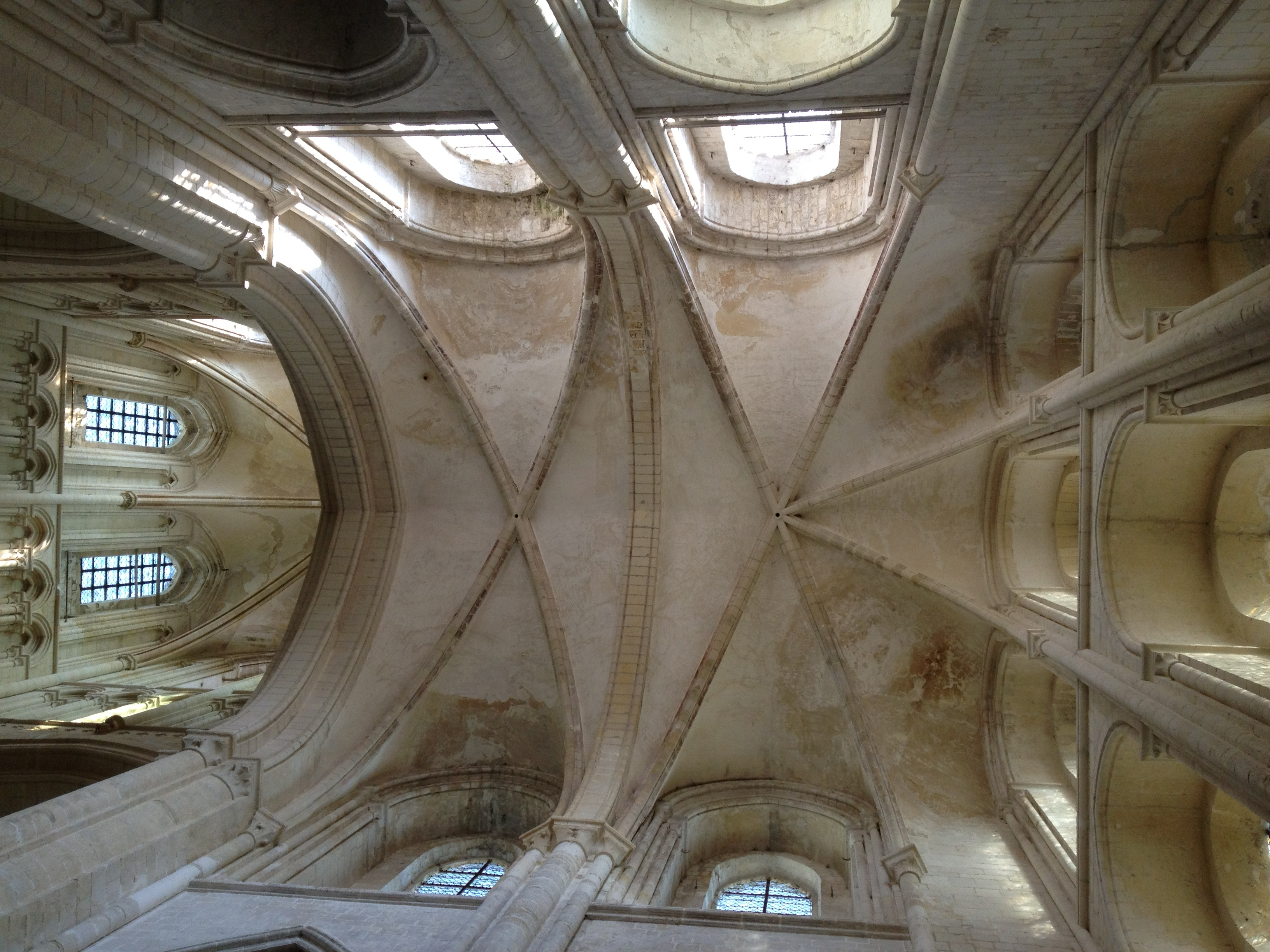
Voûtes du transept Sud.

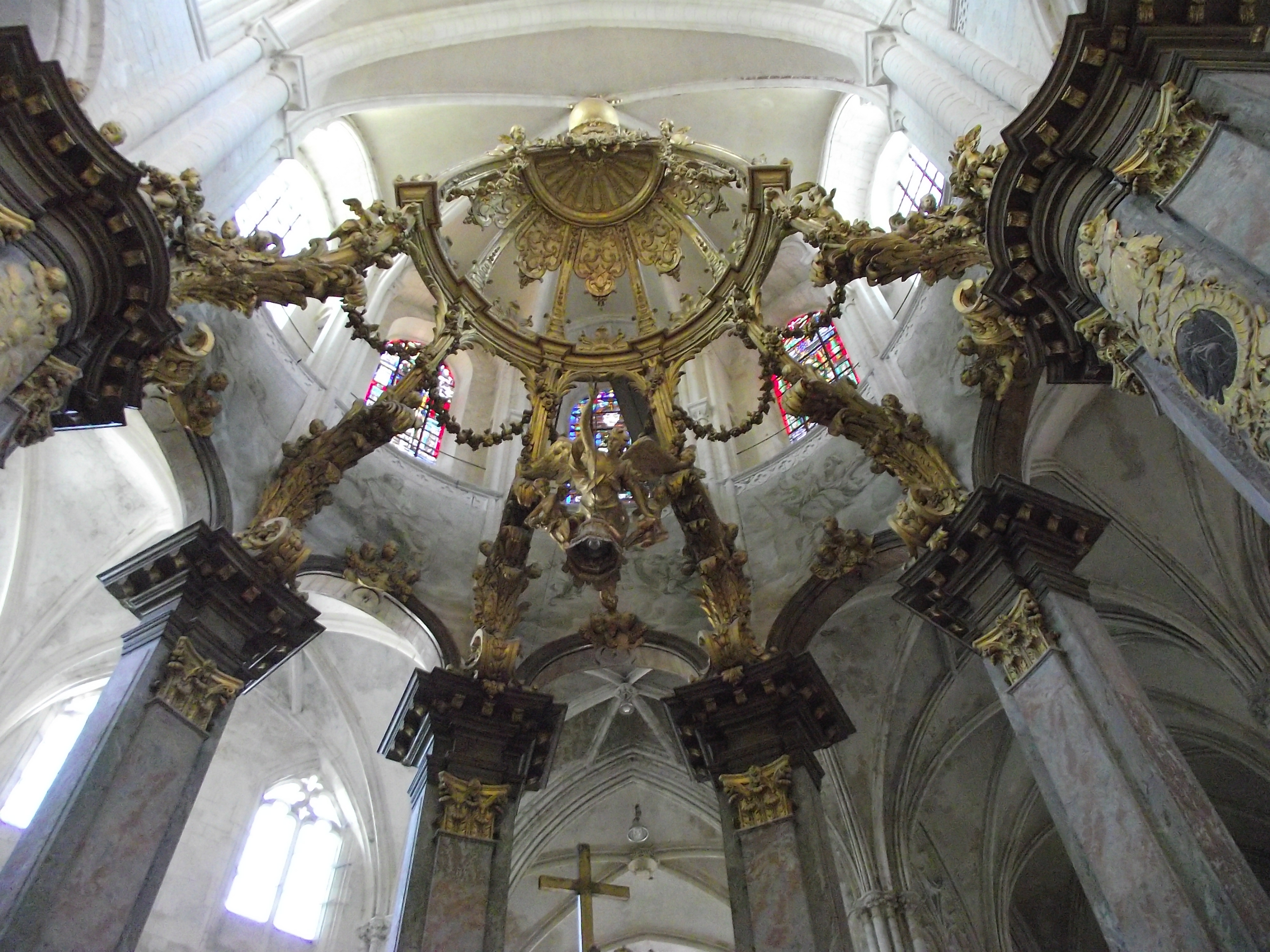
Le baldaquin du maître-autel.

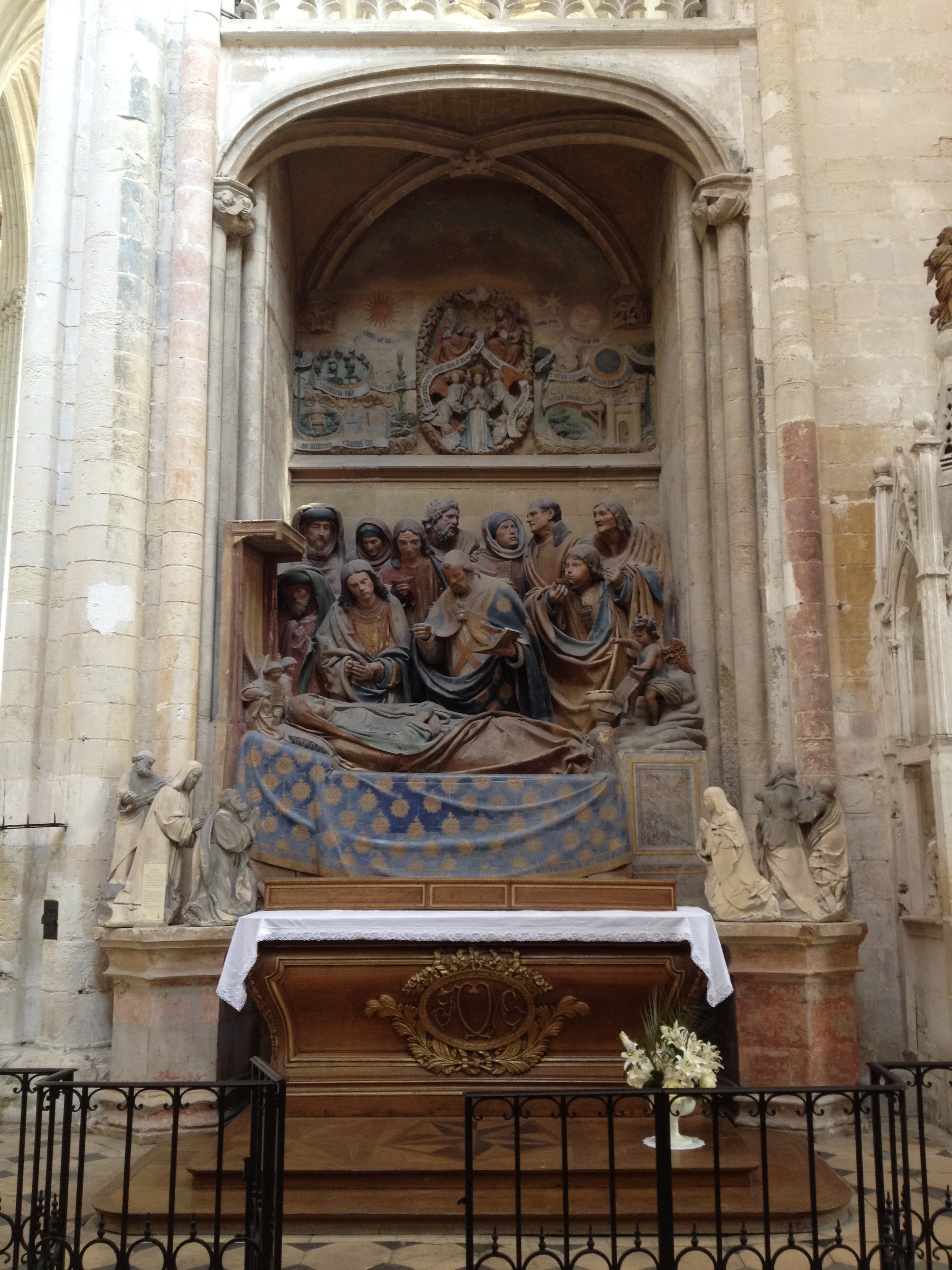
La Dormition de la Vierge.

Comme c’est le cas dans beaucoup de légendes monastiques, la légende de la fondation de l’abbaye de Fécamp comporte, elle aussi, un épisode dans lequel intervient miraculeusement un grand cerf.
Suivant la chronique de l’abbaye, le territoire de cette ville, encore au berceau, fut donné à un comte de race tudesque, nommé Anskise ou Anségise ; cet étranger, qui était gouverneur du pays de Caux, faisait ordinairement sa résidence à Fécamp, ce qui porte à croire que cette ville, toute gallo-franque, avait succédé à la suprématie de Juliobona, la romaine.
Anségise ayant découvert, en chassant dans les bois de Fécamp, l’humble oratoire élevé par le Romain, prit la résolution de le remplacer par un édifice plus digne du culte auquel il était destiné. Jusqu’ici, rien de plus naturel ; mais les légendes racontent que ce lieu lui fut indiqué par un cerf blanc, poursuivi par ses chiens, lequel s’arrêta près de cette chapelle, fit face aux chasseurs, sans que ceux-ci, ni leurs chiens, pussent s’en approcher. Elles ajoutent qu’Anségise, surpris de cette nouveauté, mit pied à terre pour étudier les mouvements du cerf, et que cet animal ayant fait à petits pas un cercle autour du lieu où il s’était arrêté, comme pour tracer les fondements d’un édifice, disparut aussitôt à tous les yeux.

### L'origine de l'abbaye
L'abbaye est née durant la grande vague d'implantations monastiques en Normandie qui émaillent le VIIe siècle (Jumièges, Fontenelle, Préaux, Le Bec, etc.). Elle s'inscrirait comme une riposte à l'évangélisation des environs par des personnes venues de l'extérieur : Picardie, Île-de-France, Bretagne.
La construction du sanctuaire débuta vers 658 autour de la relique du Précieux Sang, confiée selon la légende à la mer par Isaac, fils de Joseph d'Arimathie, et venue s'échouer miraculeusement sur les plages du pays de Caux. Elle fut l'œuvre de Waneng, comte de Caux, qui décida avec l'aide de Wandrille et Ouen la création à Fécamp d'un monastère de moniales, placées sous la règle de saint Benoît, et selon les textes du IXe siècle sur un des domaines de Waneng. En 665, la première abbatiale est dédicacée. Hildemarque du Bordelais est la première abbesse.
La Patio Ia Leudegarii raconta qu'après le martyre de Léger, évêque d'Autun, il fut recueilli dans un établissement de moniales, identifié comme Fécamp, où il resta pendant deux ans avant d'être exécuté en 680. Waneng, fondateur de l'abbaye, y fut inhumé.
La « Vie de Saint Ouen » du début du IXe siècle mentionne l'installation à Fécamp d'une « multitude » de nonnes. Le « Libellus » fait état de 366 religieuses, mais il semble dans l'état actuel des connaissances être un chiffre exagéré comparé aux 300 moines de Fontenelle au VIIe siècle et Saint-Riquier au IXe siècle.
À partir du IXe siècle, les premiers raids vikings commencèrent, et l'abbaye est dévastée en mai 841. Les moniales abandonnèrent l'abbaye dans le dernier quart du IXe siècle. Elles transférèrent les reliques de saint Waneng à Ham.

### Le renouveau de Fécamp
Guillaume Longue Épée décide la construction d'un palais à Fécamp, près de ruines, restes du premier monastère. Il reconstruit un oratoire consacré à la Trinité, inclus dans l'enceinte de sa résidence. Richard Ier fait édifier une nouvelle église de la Trinité consacrée selon Dudon de Saint-Quentin en 990,, par Robert le Danois, archevêque de Rouen, et desservie par douze chanoines réguliers à la place des moniales, transférées à Montivilliers. Richard souhaita installer un monastère bénédictin et s'adressa à Maïeul, l'abbé de Cluny, l'un des plus grands réformateurs monastiques, mais compte tenu de la réputation des Normands, anciens destructeurs de monastères, ce dernier refusa catégoriquement. De la collégiale, rien ne subsiste aujourd'hui. Dudon de Saint-Quentin indique que l'église était d'une taille impressionnante et richement décorée. Des fouilles en 1925 et 1927 ont identifié les amorces d'un mur incurvé, vestiges de l'abside de la collégiale, dans la 3e travée droite du chœur actuel et présentait la même largeur que le vaisseau central du bâtiment gothique.

### De la collégiale à l'abbaye
C'est Richard II, fils et successeur de Richard Ier, qui transforme en 1001 la collégiale en abbaye bénédictine d'hommes et fait appel à sa tête Guillaume de Volpiano, réformateur italien ancien moine de Cluny et abbé depuis 990 de Saint-Bénigne de Dijon, de l'aider à rétablir une communauté monastique digne de ce nom. Peu après, Volpiano arrive à Fécamp avec une poignée de moines de Saint-Bénigne. Grâce au privilège d'exemption, Fécamp devient un centre de réforme monastique en Normandie qui y joua un rôle comparable à celui de Cluny dans le reste du royaume de France. Guillaume de Volpiano y crée deux écoles, foyers de renaissance intellectuelle et artistique, qu'elle continua d'assurer sous l'abbatiat (1028-1079) de son neveu et successeur, Jean de Ravenne. Il ne reste rien de cette église, néanmoins il subsiste des textes ayant survécu à la dispersion de la bibliothèque de l'abbaye de 1789.
Le récit de la construction de la première église donné par Dudon de Saint-Quentin est incontestablement la source la plus connue. Le chanoine décrit l'édifice comme une église à plusieurs tours, faite en pierre et en brique, voûtée ou pourvues d'arcs en deux endroits, blanchie à l'extérieur et peinte à l'intérieur. D'autres sources indiquent qu'un autel dédié au Sauveur se trouvait derrière le maître-autel dédié à la trinité. D'après la chronique de Saint-Bénigne, écrite entre 1058 et 1066, elle placerait le tombeau de Guillaume de Volpiano devant l'autel Saint-Taurin, alors que certains textes comme la vita willelmi le place au centre de l'église ; selon d'autres sources encore, le tombeau aurait été situé sous l'église dans une « crypte ».
Cependant, des fouilles menés en 1925 confirment par l'intermédiaire de sondages la présence sous les travées deux et trois la présence d'une profonde quantité de remblais constitué de fragment d'enduit peint dans lesquels les fouilleurs virent la confirmation de l'existence des peintures murales mentionnées par Dudon. À partir de ces fouilles et de regroupement de textes, Hans Reinhardt et Étienne Fels puis Annie Renoux arrivèrent à prouver alors que l'autel Saint-Sauveur aurait été situé à l'étage de la construction tandis que l'autel Saint-Taurin et le tombeau de Guillaume de Volpiano étaient situés dans une crypte sous l'église.
L'abbaye est le lieu de célébration en 1002 du mariage d'Æthelred II d'Angleterre avec Emma de Normandie, et du remariage de celle-ci en 1017 avec Knut II de Danemark.

### Reconstruction
À Pâques de l'année 1066, le duc de Normandie Guillaume le Bâtard installe sa cour à Fécamp après que l'abbé de Fécamp a financé la conquête de l'Angleterre par Guillaume.
Guillaume de Rots, troisième abbé de Fécamp lance entre 1087 et 1099 la reconstruction de l'abbatiale. Il détruit le chœur selon Orderic Vital et l'agrandit en largeur et en longueur et développe la nef. Le déambulatoire ouvrait sur cinq chapelles, alternativement quadrangulaires et semi-circulaire. Il en subsiste aujourd'hui les deux chapelles nord et les deux niveaux inférieurs de l'élévation au nord de la 3e travée droite du chœur. L'élévation du chevet avait trois niveaux : les grandes arcades, la tribune et les fenêtres hautes avec une coursière. L'agrandissement de la nef a dû causer la destruction du massif occidental. Elle est consacrée en 1099 pour les uns, en 1106 pour les autres. C'est en 1099 que les corps des ducs Richard sont transférés de sous les gouttières du portail occidental à proximité du grand autel. L'abbatiale est détruite par un incendie en 1168, mais le chevet roman est préservé.

### L'abbaye gothique
Une nouvelle église gothique fut alors construite par l'abbé Henri de Sully puis Raoul d'Argences. À la mort d'Henri de Sully en 1187, le projet d'une nef à cinq travées devait être en cours d'achèvement. Raoul d'Argences double le nombre de travées mais ne voit pas son achèvement. Un document attribue la façade à tours et les cinq travées adjacentes à Raoul d'Argences. La dendrochronologie a daté la charpente de la partie occidentale de la nef en 1227/1228. Elle est achevée au XIIIe siècle.
Gilles de Duremont, abbé en 1423, et son sous-prieur claustral Jean de Bouesgue sont signalés comme juges pour la condamnation de Jeanne d'Arc.

### Installation des mauristes

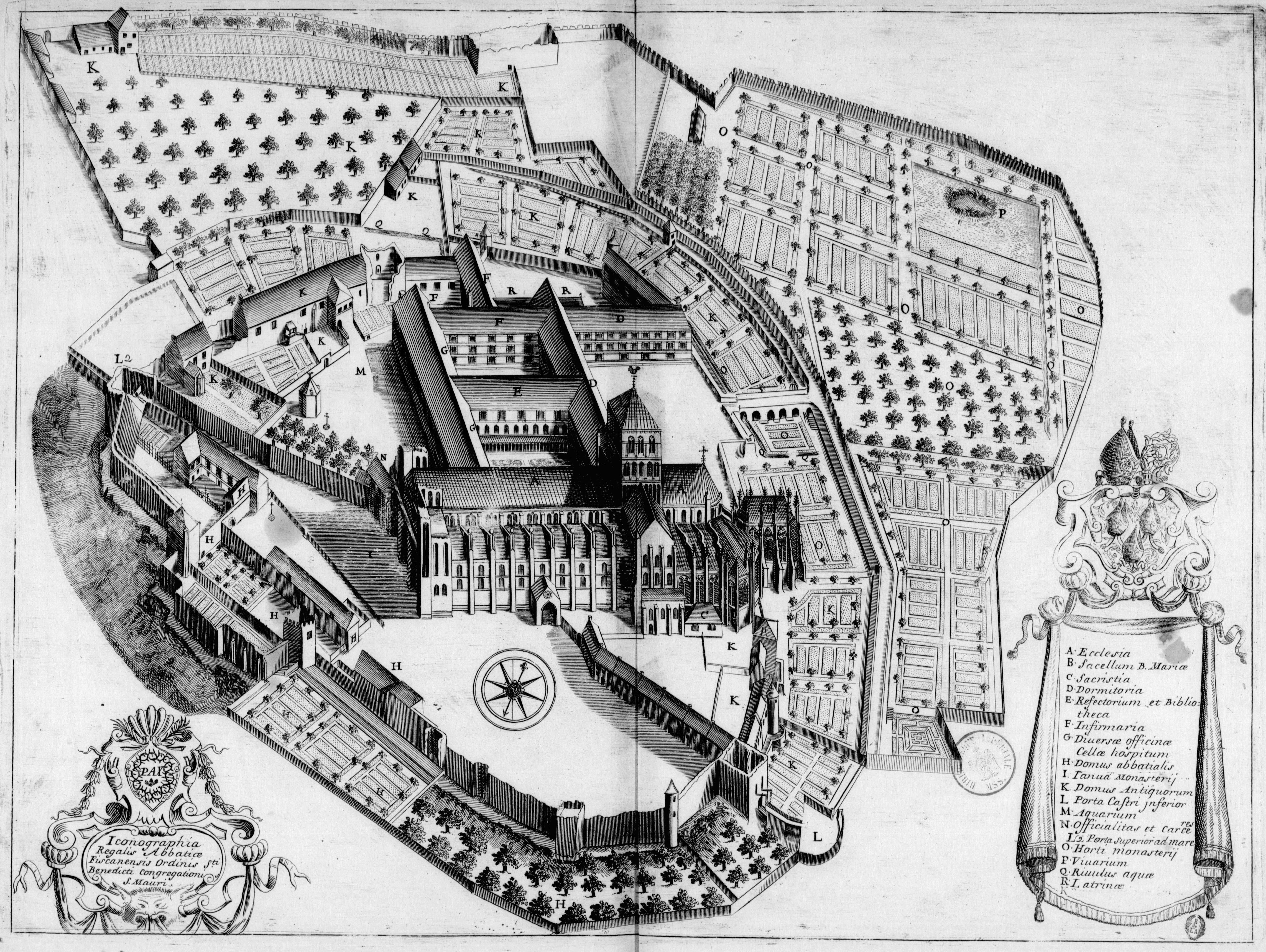
L'abbaye des mauristes en 1687, vue vers le nord.

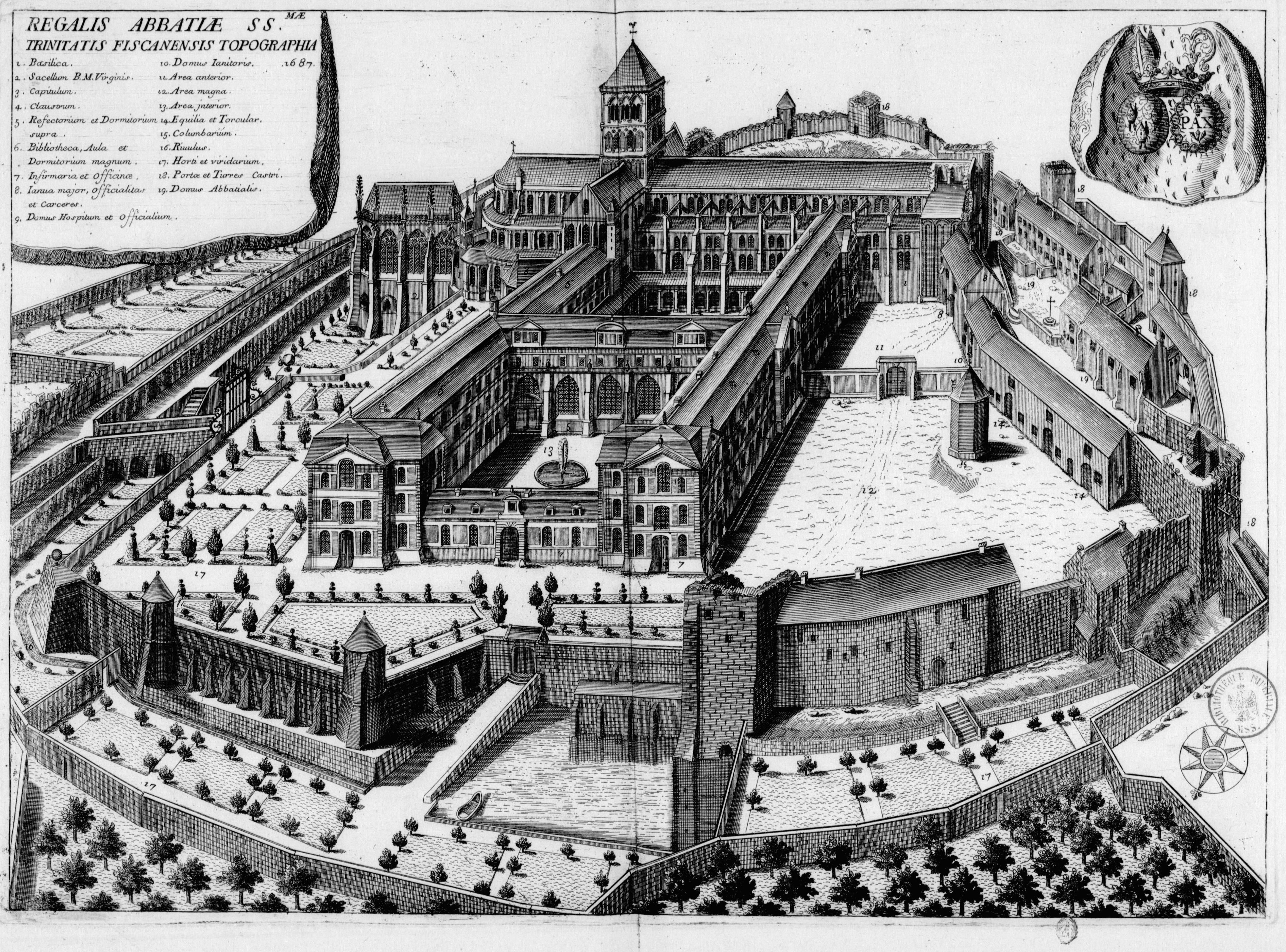
Vue vers le sud.

En 1649, pour rétablir la discipline qui au fil du temps et avec le malheur des guerres a beaucoup diminué dans l'abbaye bien qu'elle fût autrefois une des plus célèbres abbayes du Royaume, l'abbé commendataire, Henri de Bourbon-Verneuil, fils du roi Henri IV et évêque de Metz a estimé, avec l'accord du roi et du Saint-Siège que le moyen le plus efficace est de l'unir et l'agréger à la Congrégation de Saint-Maur, de la mettre sous la conduite des Chapitres Généraux et de visiteurs élus. Il n'y a pas de changement de la dignité et des droits abbatiaux, les charges restent à leurs possesseurs jusqu'à leur décès, puis sont unis à la mense conventuelle, soit la partie des revenus appartenant aux religieux, les lieux restent entre les mains des moines.
La réforme mauriste entraîne un redressement de la vie régulière, des constructions et réparations suivant les principes mauristes des bâtiments conventuels comme le montrent les deux gravures du Monasticon Gallicanum de 1687.

### La Révolution
Le 2 novembre 1790, l'Assemblée Nationale déclare acquis à la Nation tous les biens du clergé et donne aux religieux la liberté de quitter les cloîtres.
Le 11 janvier 1791, à l'hôtel de ville, devant le corps municipal et le maire comparaissent les religieux de l'abbaye de la Trinité de Fécamp. Le prieur, le sous-prieur, le doyen se retirent dans leur famille, un religieux de 78 ans est sénile, le maître de musique rejoint sa congrégation comme trois religieux qui préfèrent la vie commune, quatre autres se retirent suivant leurs déclarations au District, six déclarent renoncer à la vie commune et le cellérier se retirera s'il en est forcé.
Le 27 mai 1791, les églises de Fécamp sont supprimées sauf l'église Saint-Étienne et l'abbatiale qui prend le nom d'église de la Trinité et à laquelle on adjoint huit paroisses. Un ex-bénédictin ayant fait le serment à la Constitution en est nommé curé.
Le 14 juin 1791, un inventaire de la bibliothèque où on trouve 4 880 volumes plus des brochures et des journaux ainsi que deux mappemondes et des statues, est fait. Les livres et manuscrits sont transportés au District pour être partagés entre différentes bibliothèques, mais, ils n'y parviennent pas tous car bon nombre d'habitants se sont servis. Le 22 mars 1792, la ville achète le logis abbatial pour y établir le bureau municipal. Il sera démoli en 1857. Le 20 septembre 1792, les bâtiments claustraux sont vendus pour 21 000 livres au citoyen Leplay.
Le 11 décembre 1792, l'église est transformée en Temple de la Raison où a lieu la fête de la raison. Il ne reste plus que la chœur pour l'exercice du culte. Le 1er germinal an II (21 mars 1794), le culte catholique est supprimé, il y a beaucoup de destructions, statues, cloches, chaire, croix de pierre et de métal, les grilles de fer sont démontées, le jubé qui cache le chœur est démoli.
En 1802, le régime concordataire français est mis en exécution et l'archevêque de Rouen nomme le curé de l'église de la Trinité de Fécamp.

### Époque contemporaine
En 1803, le curé Adam de Valville veut démolir le jubé du XVe et XVIe siècles pour libérer la vue sur le chœur et devant le refus du conseil de fabrique et de la paroisse le fait détruire nuitamment par un entrepreneur.
En 1840, l'abbatiale est inscrite sur la première liste des monuments historiques protégés et une première phase de restauration commence, puis une autre en 1890. Entre les deux guerres mondiales, les restaurations de l'extérieur des bâtiments continuent et le don d'un million de francs de la marquise de Vaucouleurs leur donnent un nouvel élan.
En 1960, un vote est organisé pour savoir si la façade datant du XVIIIe siècle doit être détruite pour mettre au jour la façade du XIIIe siècle.
En 2007, un grand projet de restauration commence qui durera trois ans. La même année voit une grave dégradation sur le tabernacle abritant le Précieux-Sang, la tête de la Vierge présente sur l'acrotère droit étant brisée.
Dans la nuit du 1er au 2 juin 2022, des malfaiteurs pénètrent dans l'abbatiale, et subtilisent une partie du trésor conservé dans un meuble de la sacristie, dont le reliquaire du Précieux Sang. Cette relique découverte le 19 juillet 1170, renfermerait le sang de Jésus Christ, collecté par Nicodème. Retrouvés au Pays-Bas en juillet 2022, le reliquaire et les autres objets dérobés ont fait leur retour dans l'abbatiale à la suite d'une cérémonie en septembre 2023.

## Protection
Au titre des monuments historiques :
- l'église de la Trinité est classée par liste de 1840 ;
- les parties des anciens bâtiments conventuels : galerie sud du cloître ; façades et toitures des bâtiments ouest et est (y compris de l'aile en retour) avec les vestiges subsistants des galeries ouest et est du cloître qu'ils abritent à rez-de-chaussée, ainsi que les escaliers dans le bâtiment est et dans le bâtiment ouest ; façades et toitures de la galerie nord ; emprise foncière du sol de l'ancien cloître ; façade sud et versant de toiture correspondant de l'ancienne porterie ; façades et toitures du bâtiment dit de l'ancien moulin (maison des anciens), à l'exception des constructions adventices ; tour dite de la Maîtrise, à l'exception des aménagements fonctionnels contemporains, avec l'ensemble des vestiges subsistants de l'ancienne enceinte fortifiée, les façades et les toitures des bâtiments restants en bordure Est de la cour de la Maîtrise avec l'emprise foncière de celle-ci ; ensemble des vestiges archéologiques connus ou à découvrir pouvant subsister dans l'ancien enclos abbatial, soit en sous-sol de l'actuelle place du Général-Leclerc sont inscrits par arrêté du 30 mars 1992.

## Sigillographie
Les sceaux liés à l'abbaye de la Trinité de Fécamp encore existants ou copiés commencent au XIIe siècle et sont utilisés par les abbés, le couvent, le grand-prieur, le prieur, le bailliage, la vicomté, la sénéchaussée, la sous-sénéchaussée et le pitancier.
L'acte scellé le plus ancien adressé à Philippe Auguste en 1180-1187 sous l'abbatiat d'Henry de Sully a conservé les deux sceaux de l'abbé et du couvent. Ils sont de cire naturelle, celui de l'abbé est ogival avec l'abbé tête nue assis sur un banc tenant la crosse de la main droite et un livre ouvert (la règle de saint Benoît) dans la main gauche. La position assise de l'abbé contrairement à l'usage le plus courant où l'abbé est debout montre la prétention à un état supérieur. Le statut de l'exemption de l'abbaye de Fécamp qui ne dépend que du roi et du pape crée une rivalité avec l'évêque dont le sceau le représente souvent assis sur un banc. Le sceau du couvent est rond et représente Dieu le fils bénissant de la main droite et tenant un livre ouvert de la main gauche.
Sous l'abbatiat de Raoul d’Argences (1190-1219), les sceaux sont de cire verte, anonymes et des contre-sceaux apparaissent à leurs revers. Ce sont souvent des pierres gravées en creux d'origine antique. En 1320, Robert de Putot est mitré, tient la crosse de la main gauche, bénissant de la main droite comme un évêque. Dans les décennies suivantes arrivent les petits sceaux et les sceaux armoriés, avec l'abbé Philippe du Fossé (1372-1381) la représentation de la Trinité, des trois mitres, symboles de la juridiction de l'abbé sur les abbayes de Saint-Taurin d'Évreux, Notre-Dame de Bernay et Sainte-Berthe de Blangy puis, le patronyme des abbés s'introduit dans la légende des sceaux.

## Héraldique

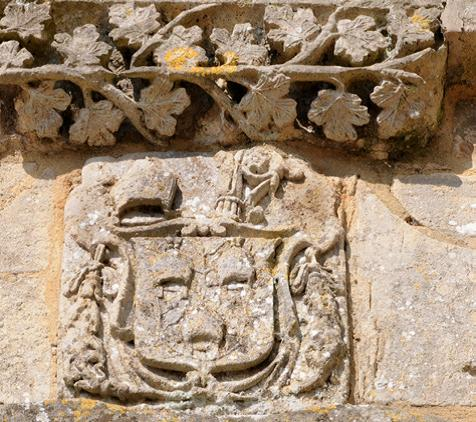
Armoiries de l'abbaye de Fécamp.

On trouve des descriptions variables suivant les auteurs et les époques, voir des inversions. Les blasons sont peints en couleur dans l'Armorial général de France à la suite de l'édit de 1699 et sur le Monasticon Gallicanum, il est surmonté de la couronne ducale, de la mitre et de la crosse tournée vers l'extérieur conformément aux prérogatives de l'abbé.
Abbaye de Fécamp :
d'argent à six branches de laurier de sinople, les tiges passées en sautoir, et trois mitres d'or, doublées de gueules, brochantes sur le tout, deux en chef et une en pointe, les trois mitres symbolisant la juridiction de l'abbé de Fécamp sur les abbayes de Saint-Taurin d'Évreux, Notre-Dame de Bernay et Saint-Berthe de Blangy.
Couvent des religieux bénédictins de l'abbaye de Fécamp :
d'azur, semé de fleur de lys d'or, à une sainte Trinité dans un tronc ou niche, d'or, doublée de sinople, le Père éternel de carnation, assi, vêtu d'une chape pluviale d'or, la tête couverte d'une tiare, de même, chargé sur la poitrine d'un Saint-Esprit en forme de colombe d'argent, et tenant une croix de sable sur laquelle est attaché le Fils, de carnation, couvert d'argent, et au-dessous deux écussons : l'un à dextre, d'argent, semé de branches d'arbres, de sinople, en pal, et trois mitres d'or, brochantes sur le tout, posées deux et une ; l'autre écusson, à senestre, de gueules, chargé de deux léopards d'or ; et le grand écusson avec une bordure d'azur, chargée de fleurs de lys d'or, les tiges apointées vers le milieu.

## Le Précieux-Sang et autres reliques

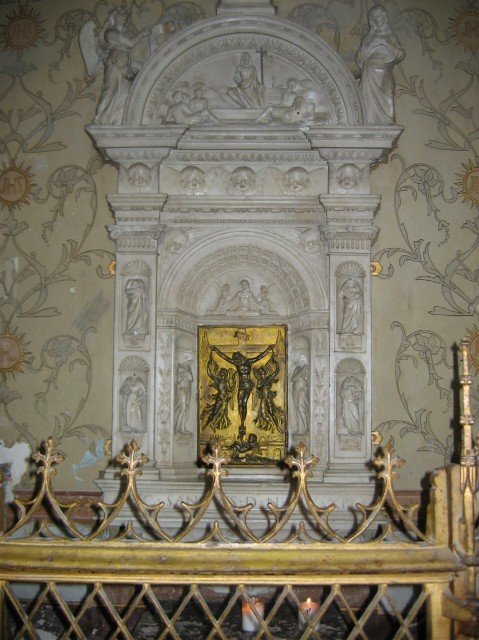
Tabernacle du Précieux-Sang.

Les légendes formées autour du Précieux-Sang et des autres reliques marquent le manque de saints locaux ou de martyrs qui auraient pu laisser des reliques, les restes du fondateur du premier monastère de Fécamp Waninge ayant été emportées en Picardie par les religieuses réfugiées à l'abbaye Notre-Dame de Ham. Des objets témoignant d'une intervention divine sont donc inventés par les moines : une chapelle transportée sans intervention humaine, un objet déposé par un ange et le pain et le vin se changeant en sang et chair. Au début du XIIe siècle, le Précieux-Sang n'est plus le pain et le vin mais le sang du Christ prélevé lors de la mise au tombeau.
L'histoire légendaire du Précieux-Sang de Fécamp prend sa forme définitive à la suite de la découverte le 19 juillet 1171 de deux étuis de plomb renfermant des particules du sang du Christ. Les écrits élaborés entre 1171 et 1210 tiennent compte des différents niveaux de culture et ne sont pas totalement innovants car en milieu anglo-normand on connait bien le culte de Saint Voult de Lucques que les clercs et laïcs de Fécamp adaptent à une réalité locale qui trouve un nouveau sens sans perdre son originalité. Pour expliquer l'origine du sang du Christ en Normandie, la barque étanche de Lucques est transformée en tronc de figuier qui par une fausse étymologie de Fécamp, Fescannum, fait d'un lieu riche en poissons un champ de figuiers.
Les premiers pèlerinages et récits de miracles datent de la fin du XIIe siècle. Après une période de déclin, le pèlerinage connaît un nouveau succès sous le Second Empire. La confrérie du Précieux Sang est officiellement fondée en 1906.

## Le scriptorium
Pendant les XIe et XIIe siècles le réveil du monachisme en Normandie doit beaucoup à Guillaume de Volpiano et l'abbaye de Fécamp se place au cœur de cette ère nouvelle de réforme monastique et de l'essor intellectuel qui l'accompagne. Les manuscrits subsistants à Fécamp reflètent l'épanouissement du scriptorium depuis l'époque de l'installation des chanoines en 990, avant l'arrivée de Guillaume de Volpiano, jusqu'à la brusque interruption du travail des copistes au milieu du XIIe siècle. Cette période englobe la conquête de l'Angleterre et les années de contact et d'échange entre les institutions normandes et anglaises.
Il existe plus de 90 manuscrits copiés au scriptorium de Fécamp entre 990 et 1150 environ. Ils sont pour la plupart à la Bibliothèque municipale de Rouen et plus d'une trentaine à la Bibliothèque Nationale de France.
En 1001, Richard Ier, duc de Normandie et roi d'Angleterre fait appeler des moines clunisiens et Guillaume de Volpiano qui sera abbé de Fécamp jusqu'en 1028. Un autre abbé, Jean d'Alie lui succède et durant les cinquante années de son abbatiat, l'abbaye sera le siège d'un renouveau intellectuel et artistique en relation probable avec l'abbaye du Mont-Saint-Michel. Les donations anglaises de l'abbaye de Fécamp en 1054 montrent que des relations anglo-saxonnes existaient déjà. Elles se sont amplifiées avec la conquête de l'Angleterre en 1066 par Guillaume le Conquérant et des moines de Fécamp deviennent évêque de la cathédrale de Lincoln, abbés de l'abbaye de Westminster et de l'abbaye de Ramsey, y compris l'intervention directe d'un artiste anglo-saxon qui décore une Bible écrite à Fécamp. L'influence de Westminster apparait dans les décors comme dans le luxe de certains manuscrits.
L'activité du scriptorium diminue ensuite sous l'abbatiat de Guillaume de Rots suivi d'un renouveau avec l'abbé Roger, peut-être en relation avec l'activité des trois centres voisins, l'abbaye de Jumièges, l'abbaye de Préaux et l'abbaye du Bec.
La renaissance de la décoration artistique des manuscrits de Fécamp pendant la première moitié du XIIe siècle est le résultat d'une combinaison d'éléments anglo-saxons existant depuis longtemps, les feuilles d'acanthe et l'intérieur des feuilles peuplé de figures humaines et d'animaux variés. La production de cette époque où on constate une intense activité est dominée par Willermus Peccator qui a calligraphié 15 volumes et décoré la moitié de ses textes.
L'évolution du style
Deux manuscrits de l'époque des chanoines de la fin du Xe siècle sont conservés, ils montrent la persistance de l'art carolingien. L'arrivée des moines clunisiens ne montre pas de rupture dans la décoration, ils sont ornées de lettres franco-saxonnes. Jusqu'à la conquête de l'Angleterre, le répertoire ornemental montre peu d'influences insulaires, les éléments végétaux et des volatiles apparaissent. Après 1066, l'influence de l'enluminure anglo-saxonne se manifeste avec éclat. On y trouve des lettres imitées des manuscrits de luxe anglais. Certaines lettres ont un décor typiquement normand d'éléments végétaux peuplés d'animaux. À la fin du XIe siècle, l'activité diminue et il ne reste que deux ou trois manuscrits de cette époque possédant des lettrines décorées qui s'apparentent aux manuscrits offerts par Guillaume de Saint-Calais et on y trouve les mêmes têtes de dragons qu'à la cathédrale de Durham et la cathédrale d'Exeter. Au début du XIIe siècle, un groupe de manuscrits décorés à Fécamp est d'un style un peu différent, sans doute lié à l'abbaye Saint-Pierre de Préaux.

## Le temporel

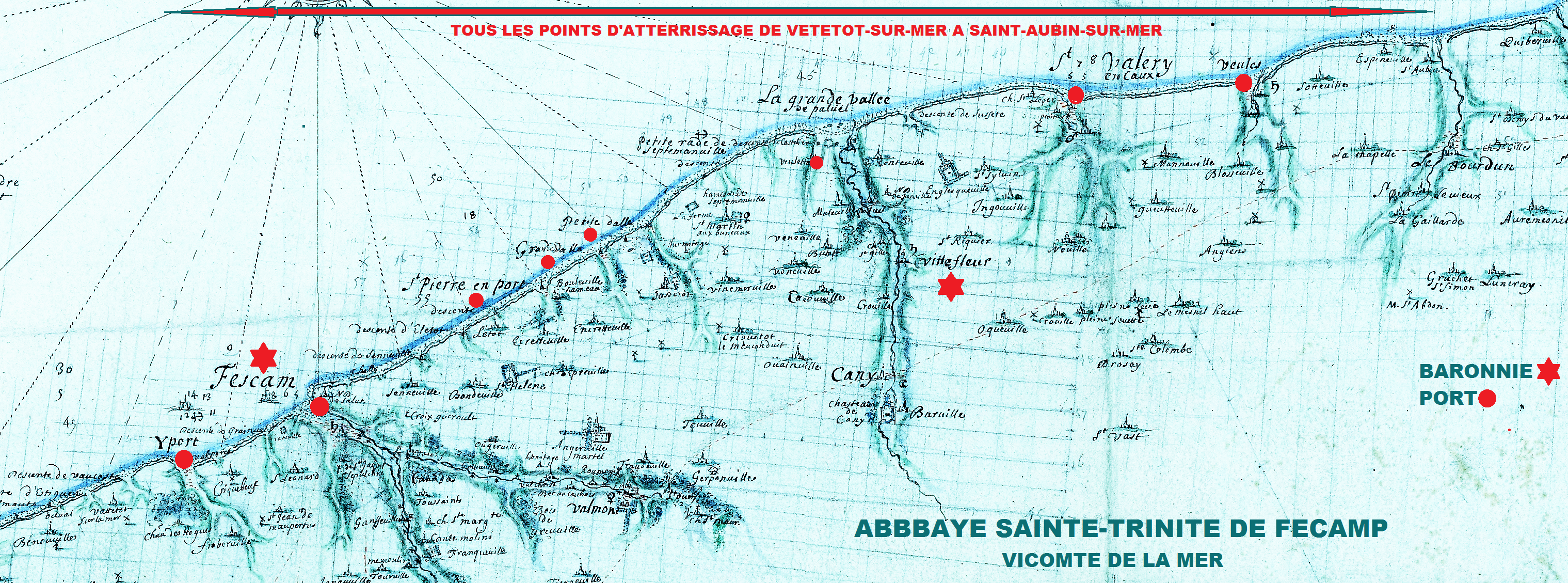
La vicomté de la mer de l'abbaye de Fécamp.

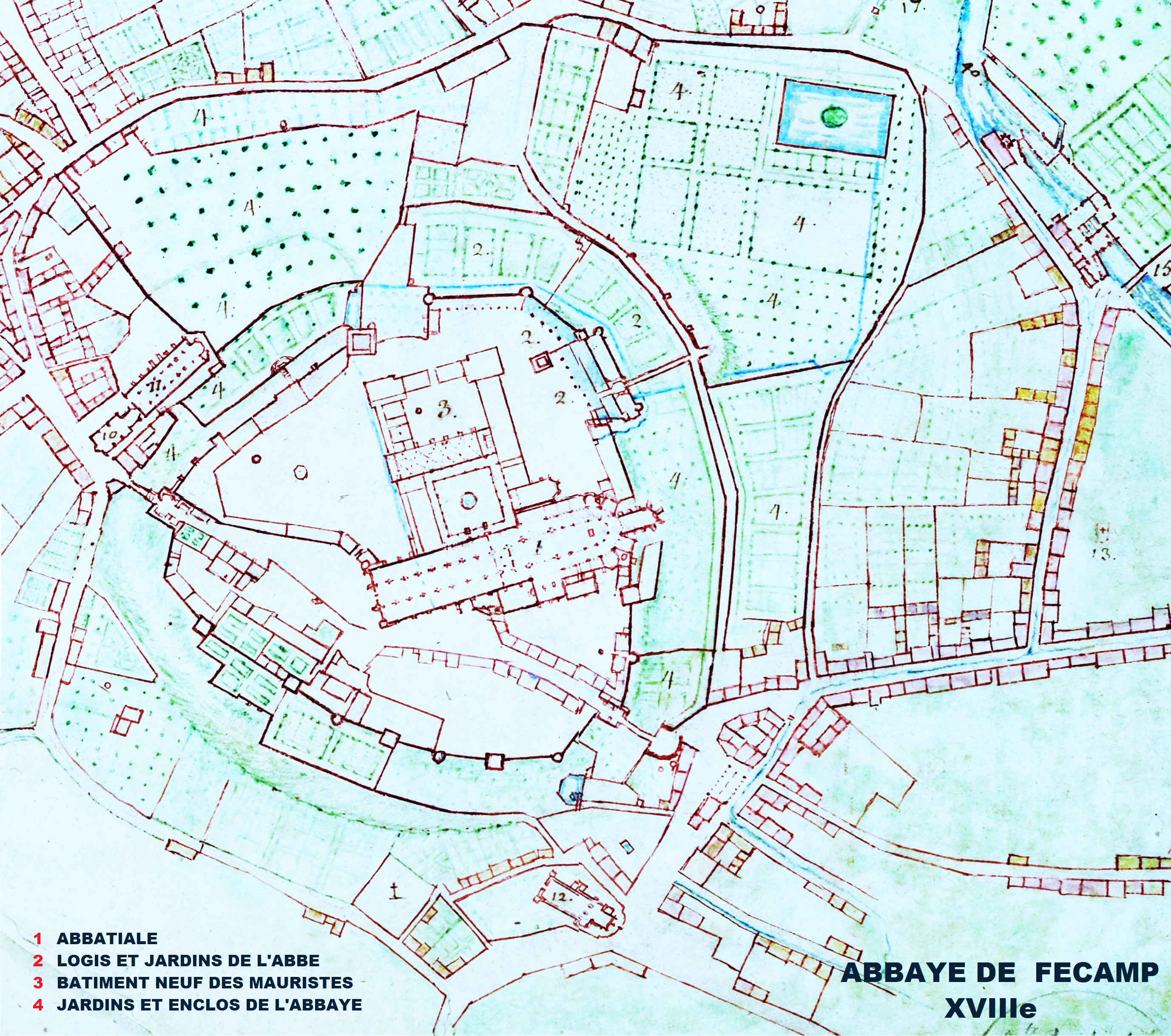
L'abbaye avec ses fortifications peu avant 1700.

L'abbaye de Fécamp est une abbaye très richement dotée ce qui explique que ses abbés commendataires soient des grands personnages et que le recrutement de ses religieux jusqu'au XVIIe siècle soit majoritairement aristocratique et principalement composé des cadets des familles nobles du Pays de Caux. Elle est exemptée de la juridiction de l'ordinaire et une officialité qui relève de l'abbé siège à Fécamp.
En 990, Richard Ier accorde à l'abbaye les terres de Mondeville, Argences et Saint-Valery-en-Caux avec leurs dépendances ainsi que Brétennoles et Ingoville. En 1006, Richard II concède le tiers de la pêcherie et deux salines à Arques. En 1025, Richard II confirme les biens donnés par Richard Ier : les ports de mer entre Étigue et Liergaut, les dîmes des salines d'Oudalle, des pêcheries et traits de senne dans les rivières de l'Eure, la Risle et la Seine, la jouissance de tous les ports d'atterrissages entre Vattetot et Saint-Aubin-sur-Mer soit environ 60 km de côtes.
Guillaume le Bâtard confirme la pleine propriété de l'abbaye sur tous les ports de mer situés sur son fief ce qui explique l'institution de la « Vicomté de la mer » de la Trinité de Fécamp avec les port de Fécamp, Saint-Valery-en-Caux, Veules, Veulettes-sur-Mer, Saint-Pierre-en-Port, Grandes et Petites Dalles, Yport. Elle possède aussi les droits de varech sur les baronnies de Fécamp et Vittefleur.

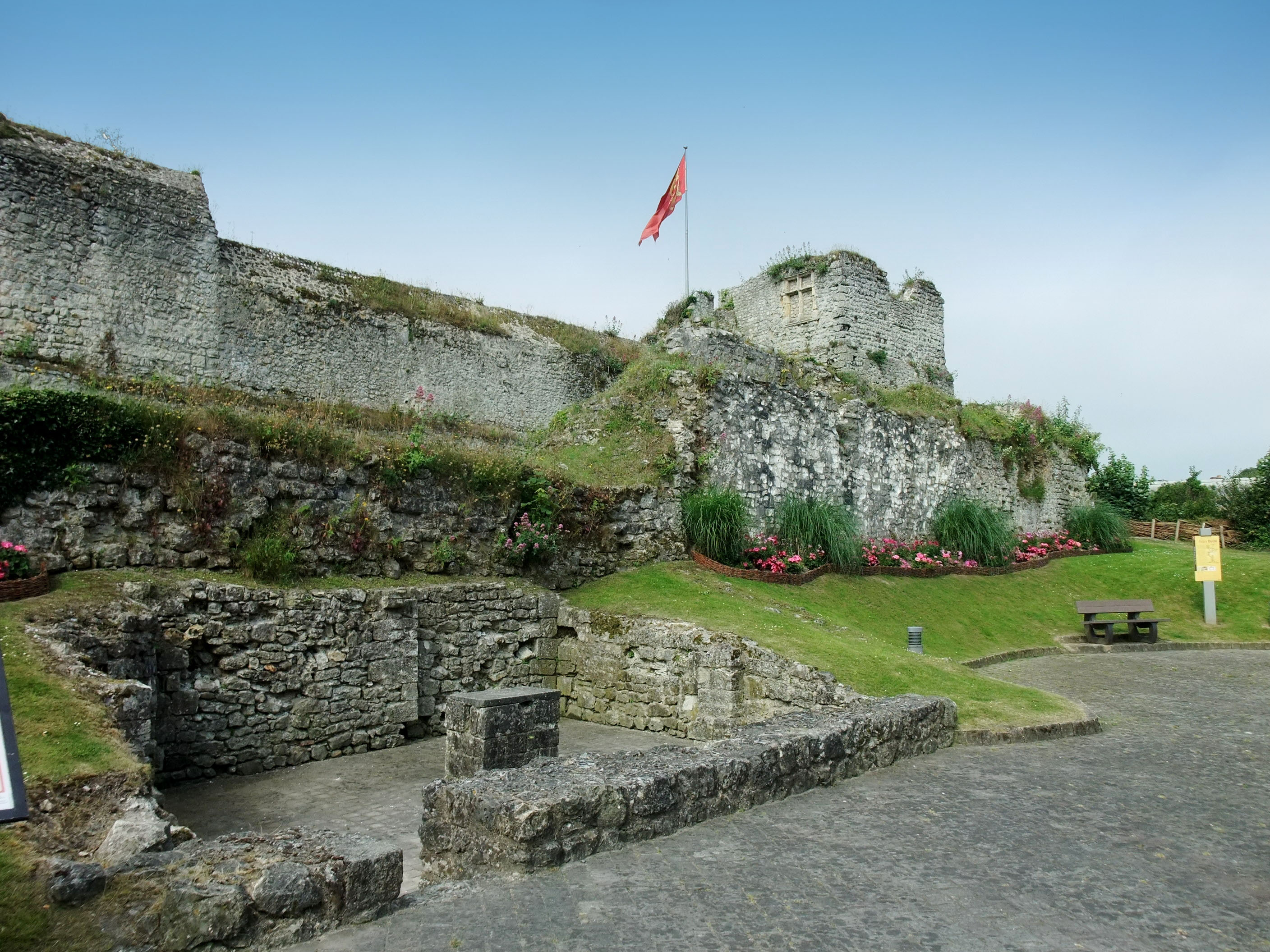
Les ruines des fortifications et du château ducal à l'ouest de l'abbatiale.

La Vicomté de la mer assure la défense côtière dès l'origine avec une abbaye fortifiée et sa vocation militaire se poursuit pendant des siècles avec l'obligation de fournir une milice.
Les neuf baronnies créées autour des hautes justices représentent un groupement de terres et de dîmes. Au milieu du XVIIe siècle, les biens de la baronnie de Fécamp : 280 ha de terre, Vittefleur : 709 ha de bois, 394 ha de terre, Saint-Gervais-les-Rouen (paroisse de Rouen) : 28 ha de terre, 8 ha de bois, Fontaine-le-Bourg : 25 ha de terre, Jardin-sur-Dieppe, commune de Saint-Aubin-sur-Scie : 42 ha de terre, Aizier à l'ouest de Pont-Audemer : 4 ha de terre, 81 ha de bois, Hennequeville près de Trouville-sur-Mer : 2,5 ha de terre, Argences : 268 ha de terre, 4 ha de bois, Heudebouville près de Gaillon : 60 ha de terre, 25 ha de bois, 6,12 ha de vigne qui donne un vin médiocre pour la consommation des moines et les biens des offices claustraux près de Fécamp et Villefleur : 258 ha de terre, 101 ha de bois. 
Autres revenus : dîmes, droits d'hostage et de vandage de poisson dans les ports de Fécamp, Saint-Valery-en-Caux et Veules, coutumes des marchés de Fécamp et Villefleur, greffe de Fécamp, prévôté de Saint-Valery-en-Caux, droits de lods et ventes, treizième et des rentes seigneuriales modestes.
Dans le bailliage de Caen, l'abbaye est en possession de la terre et seigneurie d'Argences comme l'écrit l'abbé en 1458 qui déclare entre autres choses « Item au bailliage de Caen, (nous avons) la baronnie, terre et seigneurie d'Argences, lasquelle Baronnie s'estend au bailliage du Costentin, en la viconté de Valognes, aux paroisses de Quettehou, de Saint Vaast, de Ravenoville, de Beuzeville, de Digosville, de Montaigu et d'Illec Environ… ». Dans les années 1040, deux chevaliers libres et nés libres (liberi et ingenuii), Auvray et Anquetil, du consentement de leurs parents offrirent et concédèrent respectivement 60 et 40 acres de terre située à Montaigu-la-Brisette (Monsacuto) à l'église Sainte-Trinité de Fécamp. Dans une notice de l'abbaye rédigée entre 1040 et 1060, il est dit que Muriel d'Amblie abandonna au monastère sa terre de Marchésieux et de Morsalines.
Le comte de Meulan, Robert II (v. 1142-1204) confirmera à l'abbaye la possession des bois et du domaine d'Aizier.
L'abbaye possède douze prieurés, huit chapelles, vingt-huit églises dans le diocèse de Rouen, sept dans le diocèse de Bayeux et une dans le diocèse de Lisieux, le patronage de quarante-trois églises dans le diocèse de Rouen, quinze dans le diocèse d'Évreux, trois dans le diocèse de Coutances, sept dans le diocèse de Bayeux, quatre dans le diocèse de Beauvais et une dans le diocèse de Lisieux.
Elle a eu des possessions en Angleterre, notamment dans le Sussex : le manoir de Rameslie, Brede, Bury, Hastings, l'hôpital et l'église de Rye, la collégiale de Steyning et Winchelsea. Des biens sont échangés, les saisies se multiplient jusqu'à la confiscation finale de 1423,,.
En 1649, l'agrégation de l'abbaye de Fécamp à la Congrégation de Saint-Maur et son concordat donne les lieux, les fonctions, les droits et les coutumes du monastère.
- Les lieux qui servent à la communauté : église, cloître, parloirs, grand et petit réfectoire, cuisine, bibliothèque, infirmerie, greniers, celliers, caves, bûchers, jardins, l'usage du logis abbatial quand l'abbé est absent, le grand jardin et le colombier à condition de les entretenir et de les réparer.
- Les fonctions : prêtres, grand-prieur, sous-prieur, cellérier, grènetier, panetier, réfectorier, chantre, sous-chantre, sacristain, maître des enfants de chœur, basse-contre, secrétaire du couvent, clers de l'église, du cloître, du trésor, hôtelier, organiste, barbier, apothicaire, portier, geôlier, pitancier, trois cuisiniers, maître d'école des novices, maître d'école des enfants de chœur, capitaine et lieutenant de la forteresse, serviteurs, jardiniers, concierge du logis abbatial, bailly religieux, avocat, sénéchal, procureur fiscal.
- La répartition de la nourriture : pains de diverses qualités, viandes et poissons, vin, bière est parfaitement définie par fonctions, du grand-prieur aux lépreux. Le rappel des biens de l'abbaye et les émoluments des acteurs extérieurs sont également précisés[12].

### Terriers, propriétés, revenus, dépendances
| Commune actuelle      | Possession                     | Dpt | Date début | Date fin | Commentaires                                                                                     |
| Quettehou             | Paroisse et Église Saint-Vigor | 50  |            |          | Les abbés ont le fief de Quettehou et le patronage de l'église (donné par l'évêque de Coutances) |
| Saint-Vaast-la-Hougue | Paroisse                       | 50  |            |          | Les abbés ont le fief de Saint-Vaast                                                             |

## Description

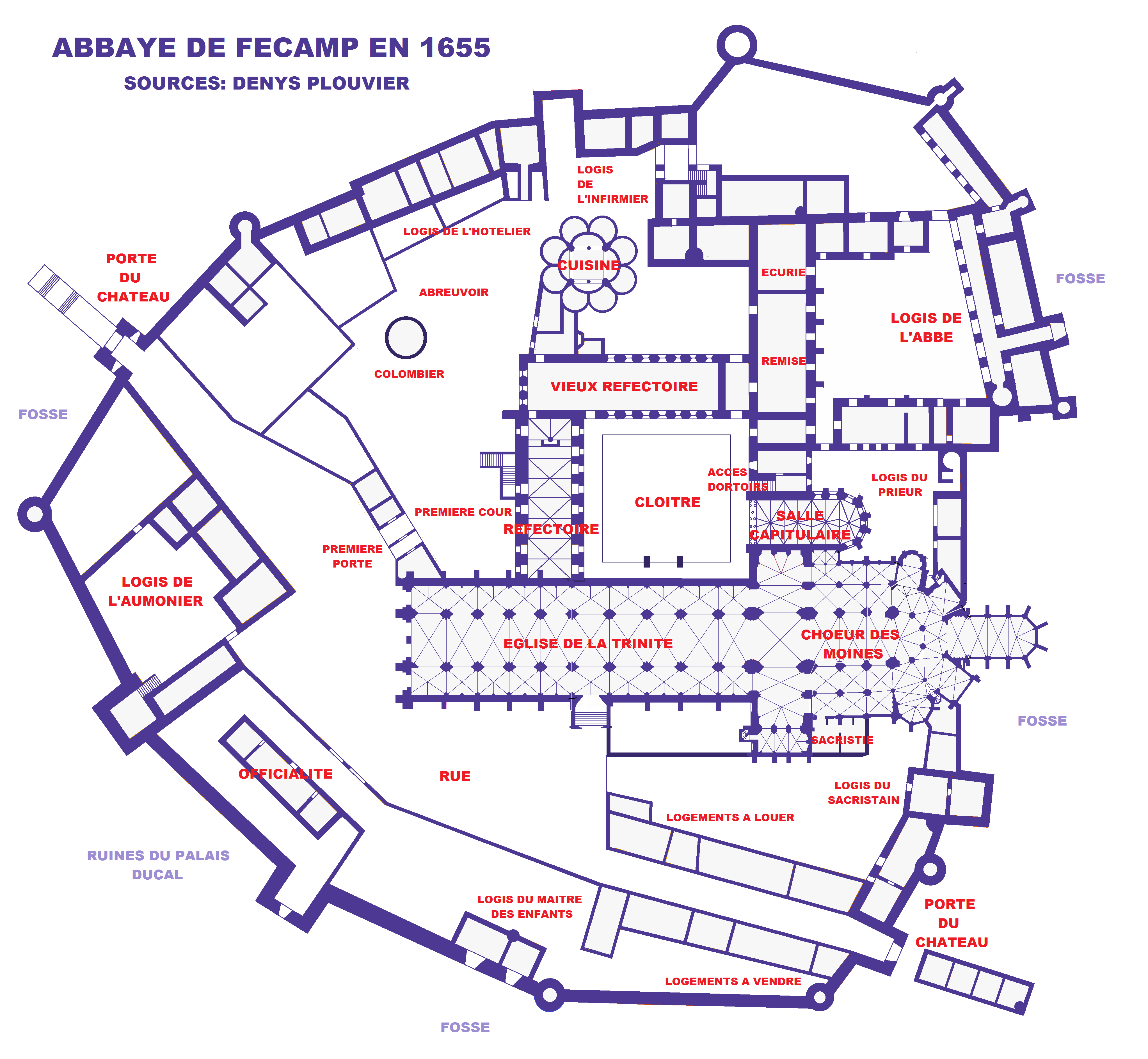
L'abbaye de Fécamp en 1655 avant les constructions mauristes.

### Le site
L'abbaye est située au fond de la vallée, sur un méplat, dans une enceinte fortifiée de deux à deux hectares et demi où les ducs ont la volonté de fonder un centre politique et religieux qui leur soit propre, avec une plus grande marge de manœuvre qu'à Rouen, cité de l'archevêque. Comme dans la tradition carolingienne, ils y associent palladium et abbaye.
Sous ou à proximité de l'église se trouve le monastère de moniales fondée vers 658 et qui s'inscrit dans la continuité des grandes fondations carolingienne de la Vallée de la Seine comme Jumièges et Fontenelle où seront fondées l'abbaye de Jumièges et l'abbaye de Saint-Wandrille. Le palais des ducs occupant le Sud de l'église, le cloître et les bâtiments conventuels se retrouvent au Nord contrairement à la tradition.

### L'église abbatiale
L'abbatiale de la Trinité de Fécamp, par son ampleur et la richesse des détails de son architecture et de son décor est un des monuments les plus curieux du Moyen Âge français. Sa masse importante avec ses 127 m de longueur est plus vaste que beaucoup de cathédrales. Bien que dans son ensemble elle appartienne au style gothique primitif, on y trouve aussi des parties romanes, des chapelles en gothique fleuri de la fin du XIIIe siècle, une chapelle de la Vierge en gothique flamboyant, qui forme suivant l'usage normand, un édifice indépendant dans le prolongement de l'église, des marbres italiens et des clôtures de la Renaissance, des décorations du XVIIe siècle. Enfin le style Louis XV a laissé sa marque à la façade plaquées contre la nef gothique et surtout dans le chœur, avec des revêtements de marbre garnis d'appliques de bronze doré, l'autel et son baldaquin hardi.
Le style gothique de l'église de Fécamp est encore massif et mal dégagé des habitudes romanes mais va en s'affinant depuis le chœur jusqu'à l'extrémité de la nef, mais il faut insister sur le caractère normand car, au début du XIIIe siècle, les architectes normands après avoir sacrifié au mode gothique de l'Île-de-France auraient commencé à créer le style original qui est devenu le gothique normand.

### Chronologie

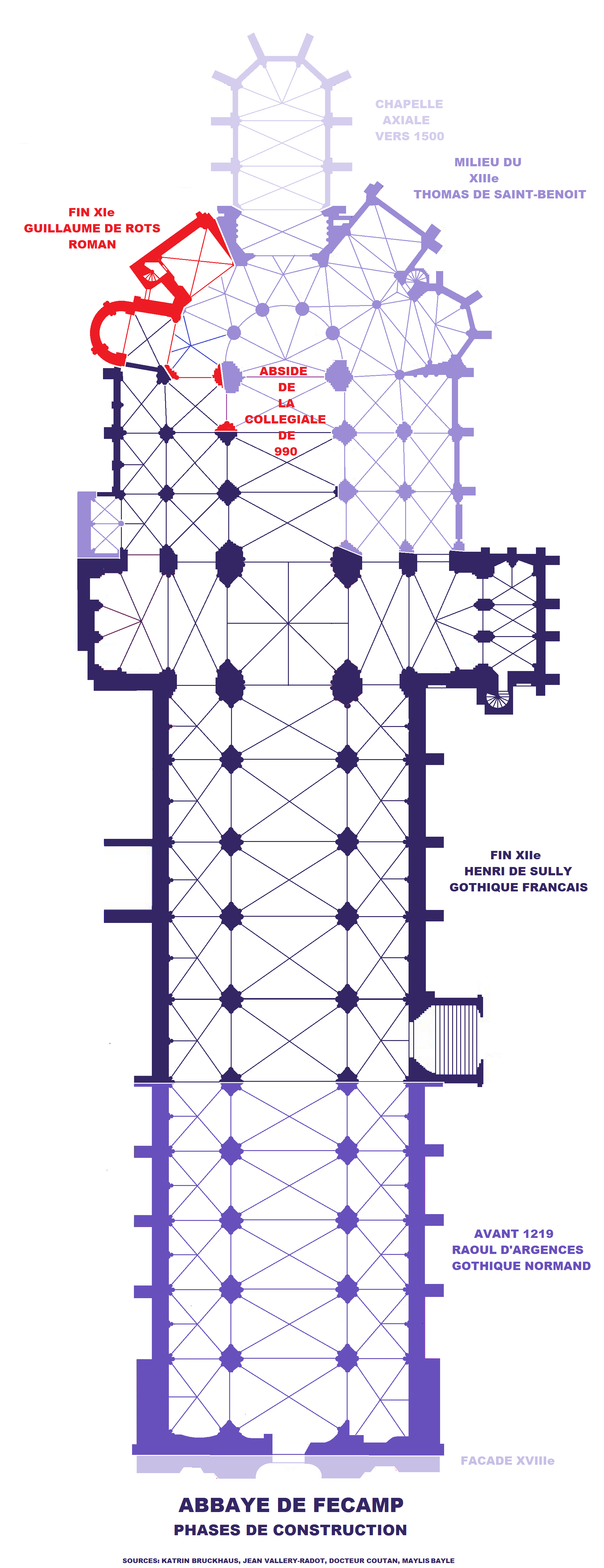
Abbaye de Fécamp
Plan avec phases de construction.

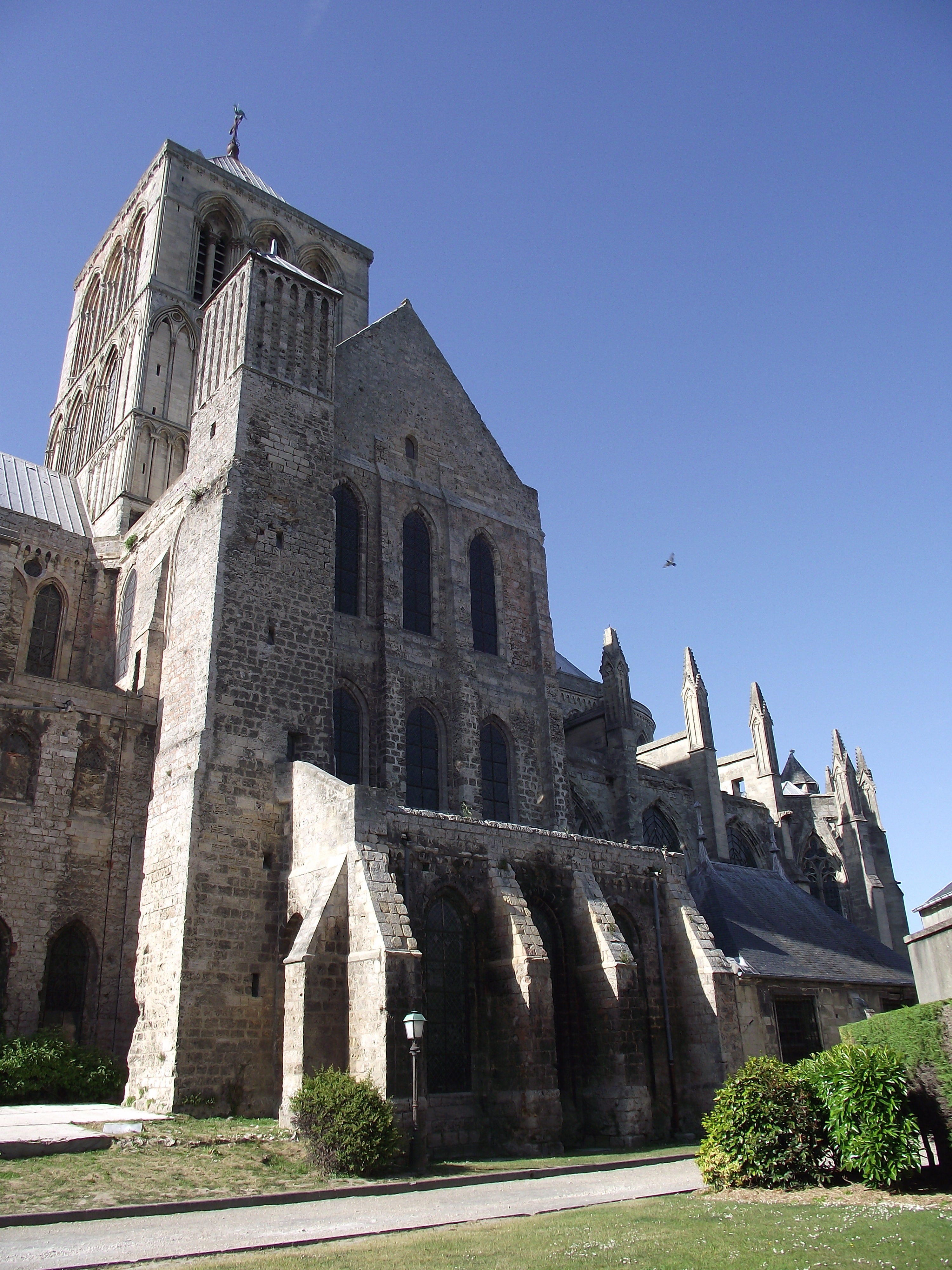
Le transept sud.

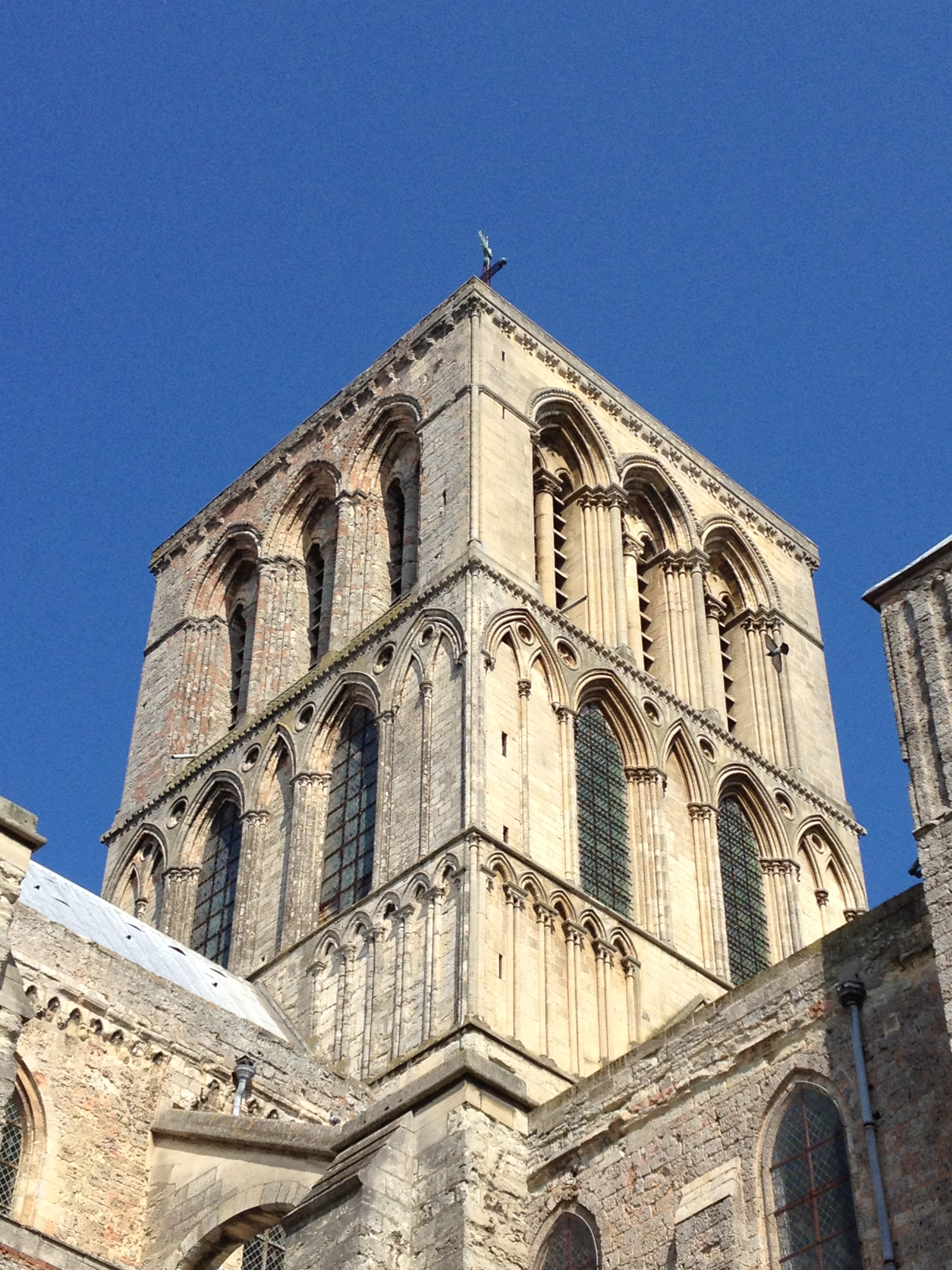
La tour-lanterne.

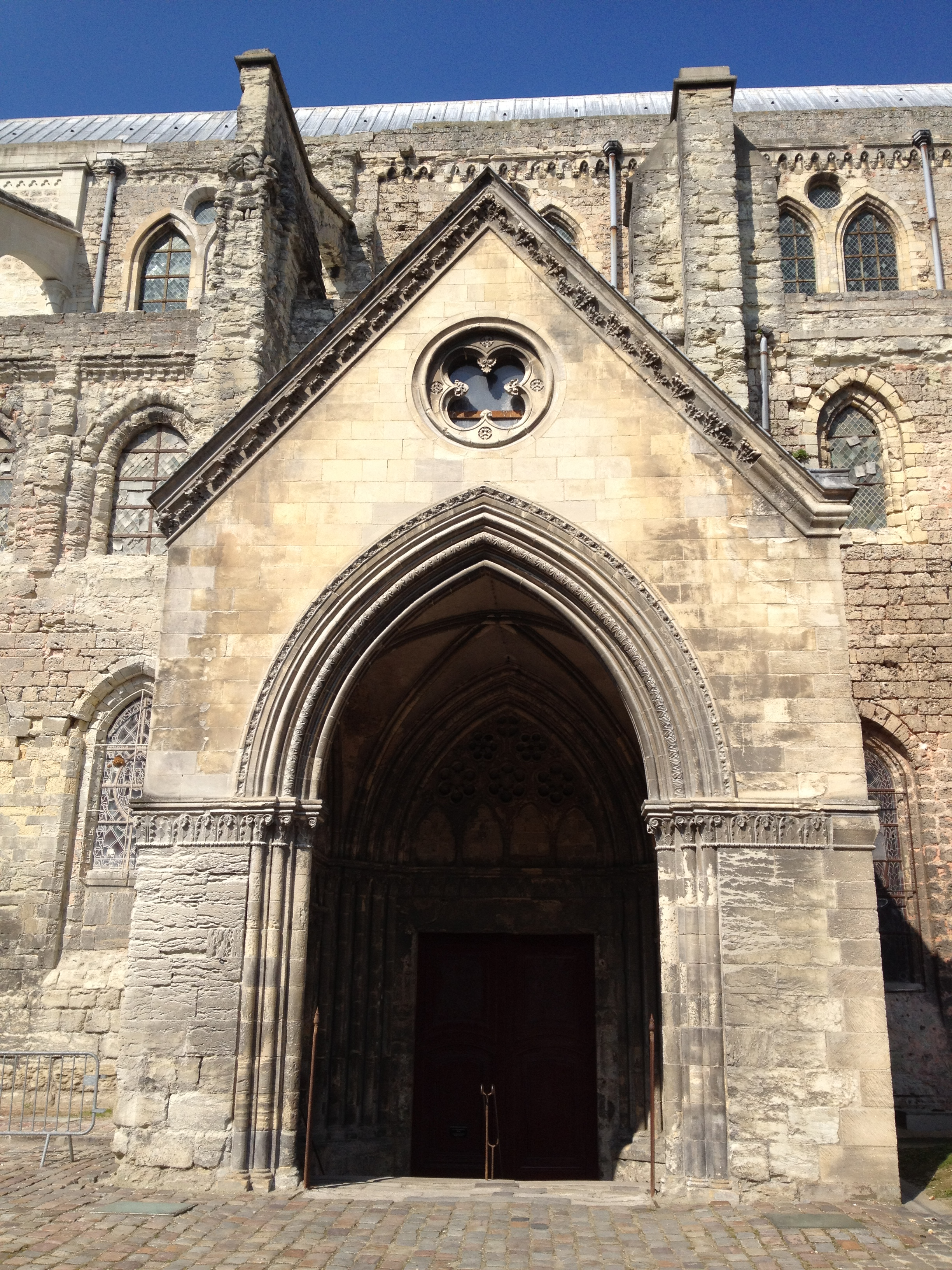
Porche de la façade sud.

En 990, sur l'oratoire des chanoines, dans le château de son père, le duc Richard Ier érige la collégiale dont des fouilles ont révélé des traces de l'abside autour de laquelle s'est construite l'église actuelle. Les sources font supposer qu'elle avait un massif occidental avec deux tours comme à l'abbaye de Jumièges avec sa première église Saint-Pierre et l'abbatiale Notre-Dame ce qui fait croire que l'église de la Trinité de Fécamp constituerait le point de départ de l'élaboration de la façade normande.
En 1001, le duc Richard II fonde l'abbaye de bénédictins et appelle Guillaume de Volpiano, abbé de Saint-Bénigne de Dijon. L'église de brique et de pierre à plusieurs tours, est voutée ou pourvue d'arc, blanchie à l'extérieur et peinte à l'intérieur. Des fouilles ont montré des traces de mur arrondi entre les deuxième et troisième travées du chœur et près du bas-côté Nord de la deuxième travée.
À la fin du XIe siècle, sous le troisième abbé Guillaume de Rots (1079-1107), le chœur est édifié et consacré en 1099. Il reste de cette construction dont l'architecture est proche de celle de l'église Saint-Étienne de Caen : les deux chapelles qui s'ouvrent sur le déambulatoire Nord, les deux niveaux inférieurs au Nord de la travée droite du chœur et les quatre piliers de la troisième travée de la nef. Les restes de l'église de Guillaume de Rots encore existants représentent l'état de l'architecture normande à l'époque de la première croisade, les lourds tailloirs des colonnes engagées à profils rudement chanfreinés, les chapiteaux couverts d'ornements géométriques au méplat forment un contraste marqué avec les profils plus savants des colonnettes voisines postérieures à l'incendie de 1168.
Le plan du chœur de cette époque offre un grand intérêt car l'état actuel de l'édifice permet de le reconstituer facilement. Sur le déambulatoire autour du chœur s'ouvrent cinq chapelles rayonnantes, alternativement rondes et carrées dont deux existent toujours. Dans l'axe, la chapelle de la Vierge a dû prendre la place d'une chapelle ronde. Enfin au Sud, malgré les modifications, on retrouve le plan alterné avec une chapelle carrée puis une abside à cinq pans qui a remplacé la chapelle romane en hémicycle.
Le déambulatoire construit par Guillaume de Rots est l'un des plus anciens que l'on trouve en Normandie. Seul celui de l'abbatiale Notre-Dame de l'abbaye de Jumièges parait plus ancien que celui de la Trinité de Fécamp mais il n'a pas de chapelles rayonnantes. Le chœur de l'église de Fécamp élevé entre 1087 et 1099 est donc le plus ancien exemple connu de l'introduction de ce type architectural en Normandie.
À la fin du XIIe siècle, après l'incendie de 1167, l'abbé Henri de Sully reconstruit d'est en ouest, les travées droites du chœur en s'inspirant du chevet roman et en gardant l'élévation à trois niveaux. Cette réalisation intègre les évolutions du style avec des arcs en tiers-point, des chapiteaux à feuilles d'eau et des voûtes sur croisée d'ogives. L'écho du gothique de l'Île-de-France se manifeste dans les constructions d'Henri de Sully. Les tribunes ressemblent à celles de la cathédrale de Lisieux inspirées du modèle français avec des éléments normands comme la coursive et la tour-lanterne du transept, l'emploi d'ogives sur plan barlong à une époque où la voûte sexpartite avait la préférence des maîtres d'œuvre d'Île-de-France. Les travaux durèrent 50 ans et sont terminés par l'abbé Raoul d'Argences (1190-1219) avec les cinq premières travées de la nef et la façade Ouest. Après 1200, il y a comme une réaction régionale, le style gothique anglo-normand commence à se constituer. Le chœur de l'église Saint-Étienne de Caen et la cathédrale de Rouen en sont les premières manifestations éclatantes dont le chef-d'œuvre est la cathédrale de Coutances.
À Fécamp, ce style est représenté dans les cinq premières travées de la nef élevées par Raoul d'Argences avant 1219. Les piles de la nef accusent ce changement entre la cinquième et la sixième travées. Les deux moitiés de chacune des piles appartiennent à deux campagnes différentes. À l'est, les tailloirs sont carrés et les bases sont à griffes et à l'ouest, les tailloirs sont polygonaux, les bases n'ont pas de griffes mais reposent sur des socles circulaires et le profil des piliers est fait de courbes et de contre-courbes.
Au milieu du XIIIe siècle, le chœur est transformé après démolition des tribunes et remplacé par des arcades plus élancées pour une élévation à deux niveaux. La chapelle d'axe et les chapelles Sud du chœur sont reconstruites. Tous ces travaux sont effectués en conservant la voûte et les fenêtres hautes du XIIe siècle. Les chapelles sont terminées par l'abbé Thomas de Saint-Benoît (1297-1307).
Après le milieu du XIXe siècle, la forme générale de l'église ne change plus. La chapelle axiale est reconstruite vers 1500 et la façade Ouest au XVIIIe siècle. La façade démolie en 1747 était très simple avec trois portails couverts entre deux tours carrées dont les souches existent encore, puis une galerie reliant les deux tours et une grande rose dans le pignon de la nef.

### Architecture

#### La façade
Elle possède une façade de style classique qui tranche avec le reste du bâtiment. La porte est encadrée par les statues monumentales des ducs de Normandie Richard Ier et Richard II, les deux bienfaiteurs de l'abbaye qui reposent dans l'abbatiale. Elles sont l'œuvre du sculpteur F. Devaux, réalisées en 1881.

#### La nef

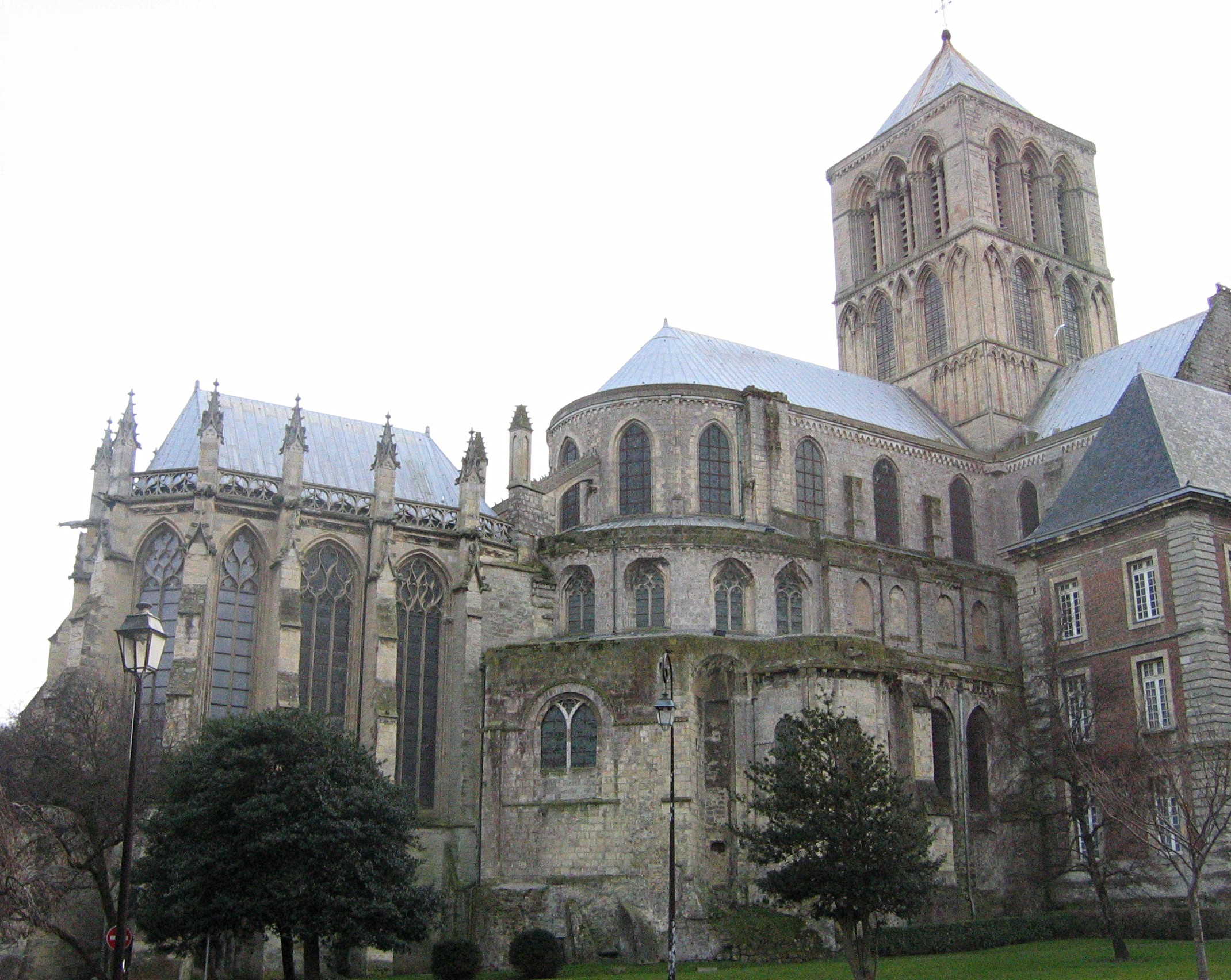
Vue nord-est de l'abbatiale.

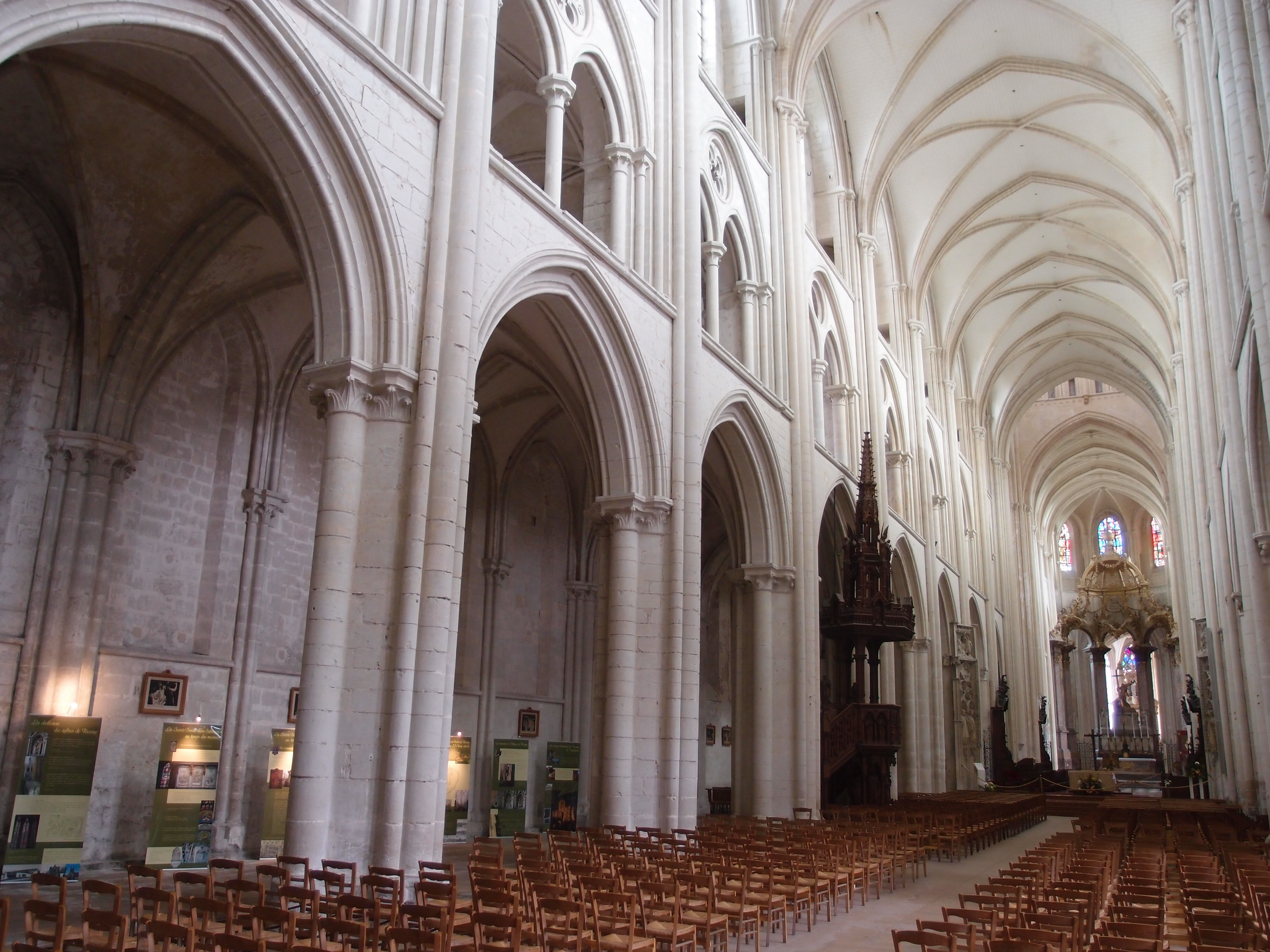
Vue de la nef et du collatéral nord.

La nef est étayée par des contreforts assez massifs et des arcs-boutants.
On découvre à l'intérieur une immense nef à dix travées et deux collatéraux. L'élévation des voûtes est impressionnante. Les murs sont percés dans leurs niveaux supérieurs de nombreuses baies qui apportent une grande clarté.
L'élévation de la nef se fait sur trois niveaux : des arcades brisées, une tribune qui s'ouvre sur une baie géminée gothique avec une colonne médiane et percée de quadrilobes à redents fleuronnées, des fenêtres hautes avec une coursière percées dans les piédroits des arcs formerets.

#### La croisée de transept et sa tour-lanterne
La tour-lanterne, véritable puits de lumière, s'envole sous voûtes à quarante mètres. À la croisée du transept culmine un haut clocher gothique de soixante-cinq mètres de haut.
Jean Vallery-Radot la date du deuxième quart du XIIIe siècle. Le dernier étage comprenant la pièce des cloches a été endommagé en 1460 par la foudre puis restauré.

#### Le transept
Dans le bras sud du transept se trouve un bas-relief connu sous le nom de dormition de la Vierge. À côté, figure un reliquaire abritant le « Pas de l'Ange », trace qu'aurait laissée une créature ailée dans la pierre en 943, à l'occasion de la dédicace d'un précédent sanctuaire.
Dans le croisillon nord enfin, figure une horloge astronomique, construite en 1667 par un horloger de Rouen, Antoine Beysse. Elle indique notamment l'amplitude des marées et les phases de la Lune.

#### Le chevet
Le chœur possède un déambulatoire desservant plusieurs chapelles rayonnantes. Au nord, on trouve les seuls vestiges datant de l'époque romane. Toutes les chapelles furent fermées au début du XVIe siècle par des clôtures finement sculptées. On y découvre plusieurs gisants remarquables, ainsi que le tombeau de Guillaume de Volpiano. La chapelle axiale est consacrée à Notre Dame et date du XVe siècle. Face à elle, adossé au chœur, se situe le tabernacle du Précieux Sang.
Dans le chœur trône le maître-autel Renaissance, précédé par un autre maître-autel à baldaquin, du XVIIIe siècle cette fois. Un beau reliquaire du XIIe siècle y est également visible. Il était autrefois couvert de polychromie.

#### Dimensions
- Longueur totale : 127 m
- Hauteur sous voûtes de la tour-lanterne : 40 m
- Hauteur extérieure de la tour-lanterne : 65 m

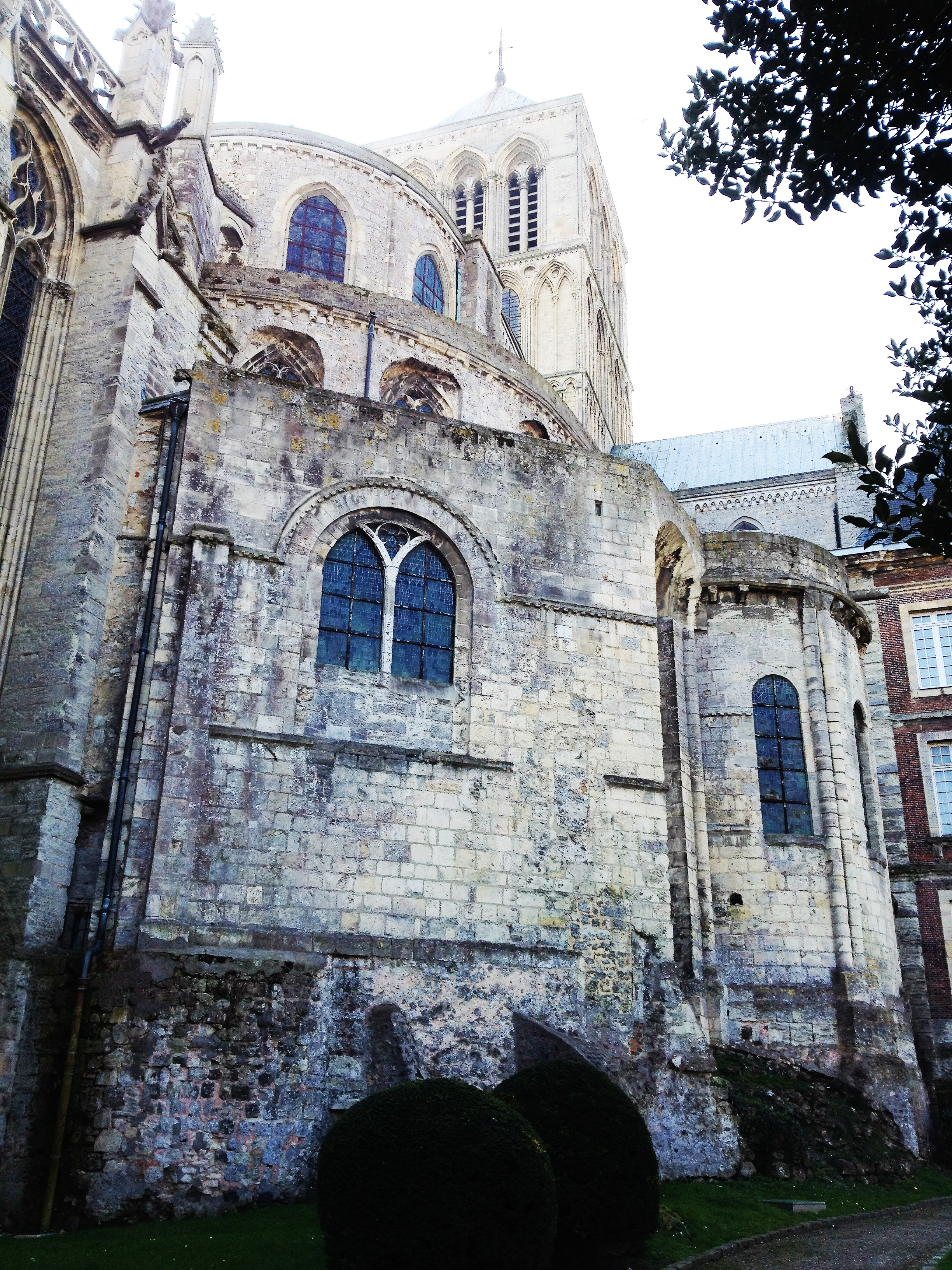
Les chapelles du XIe siècle.
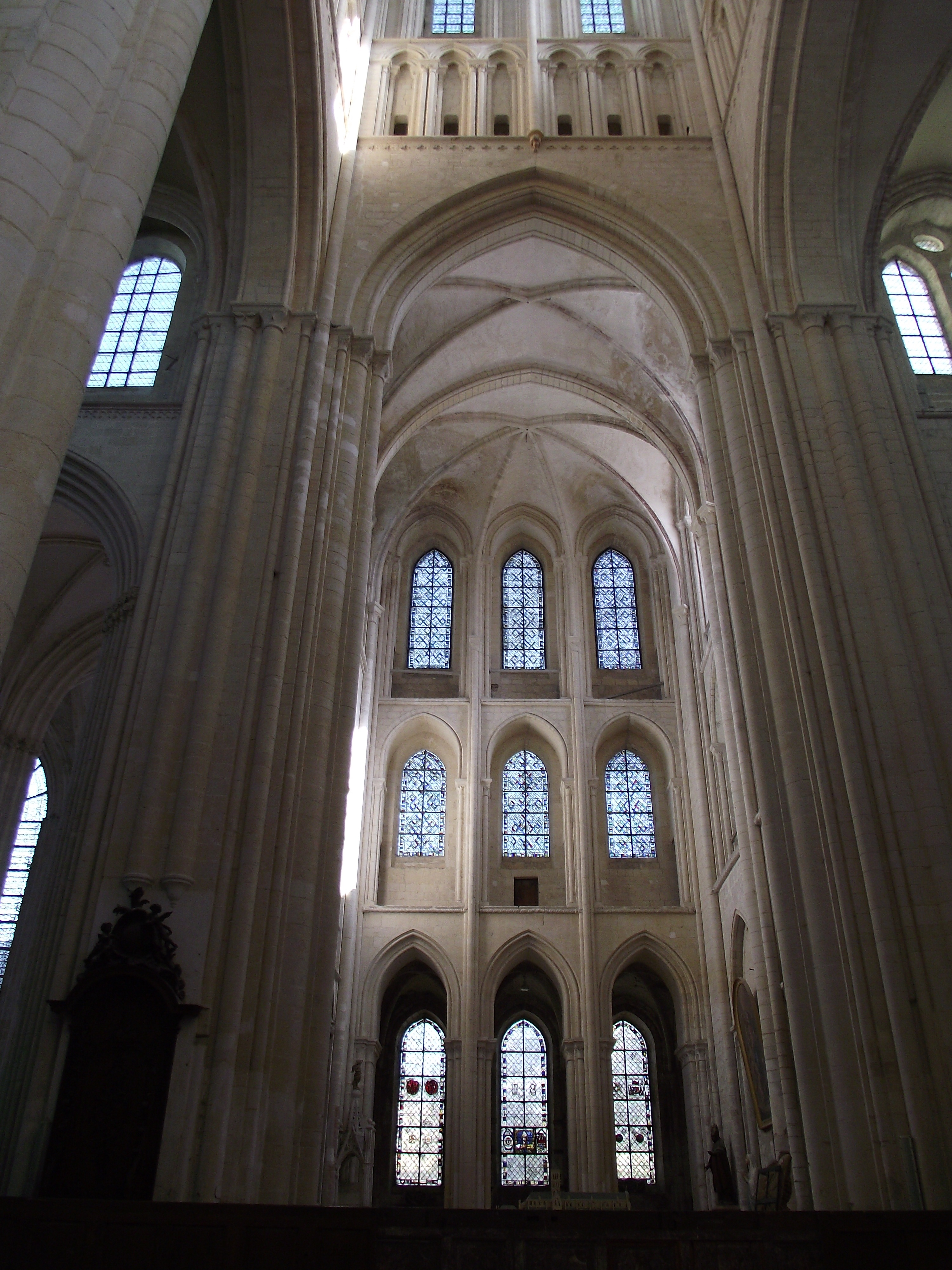
La croisée du transept.
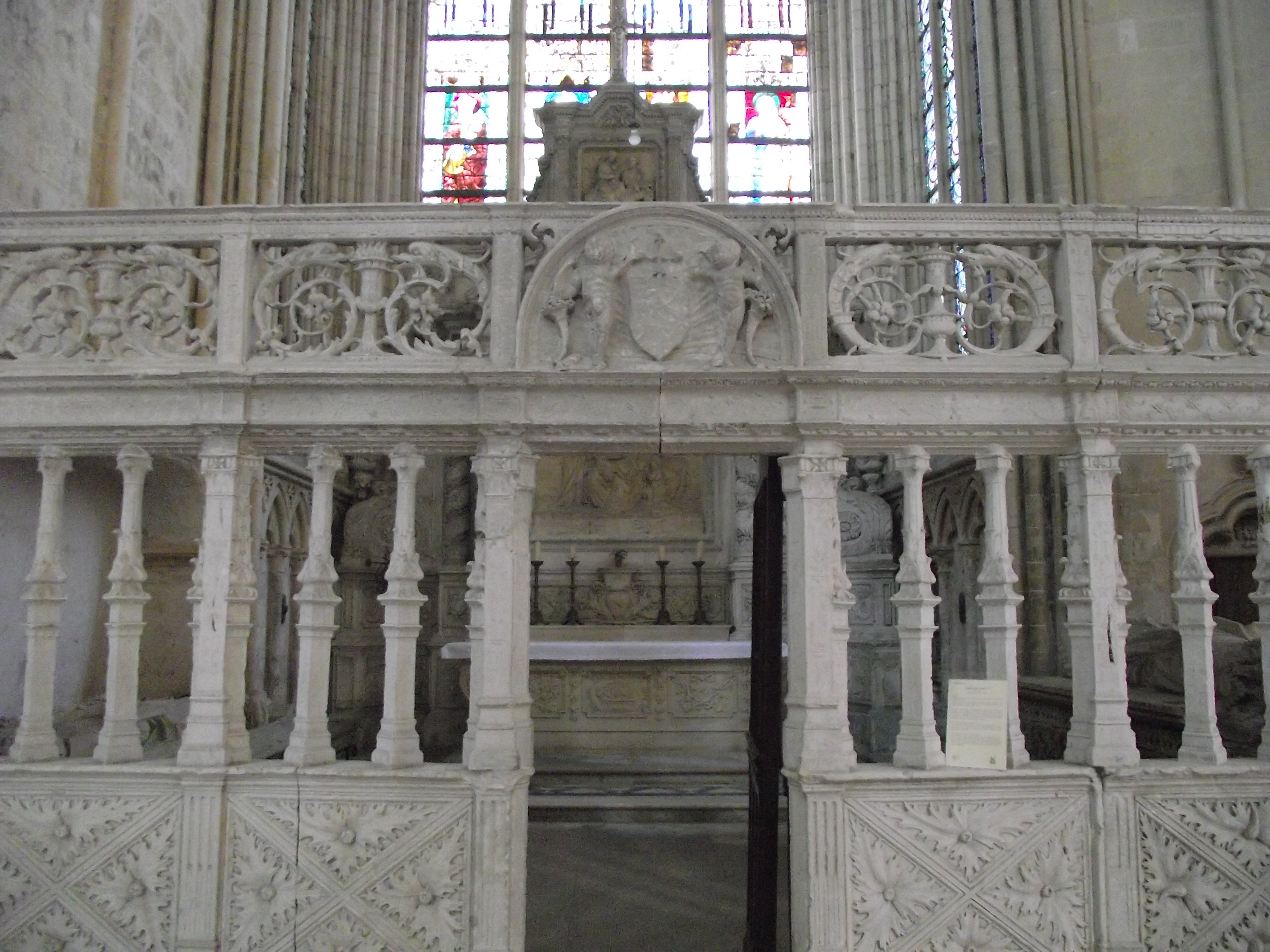
La clôture de chapelle
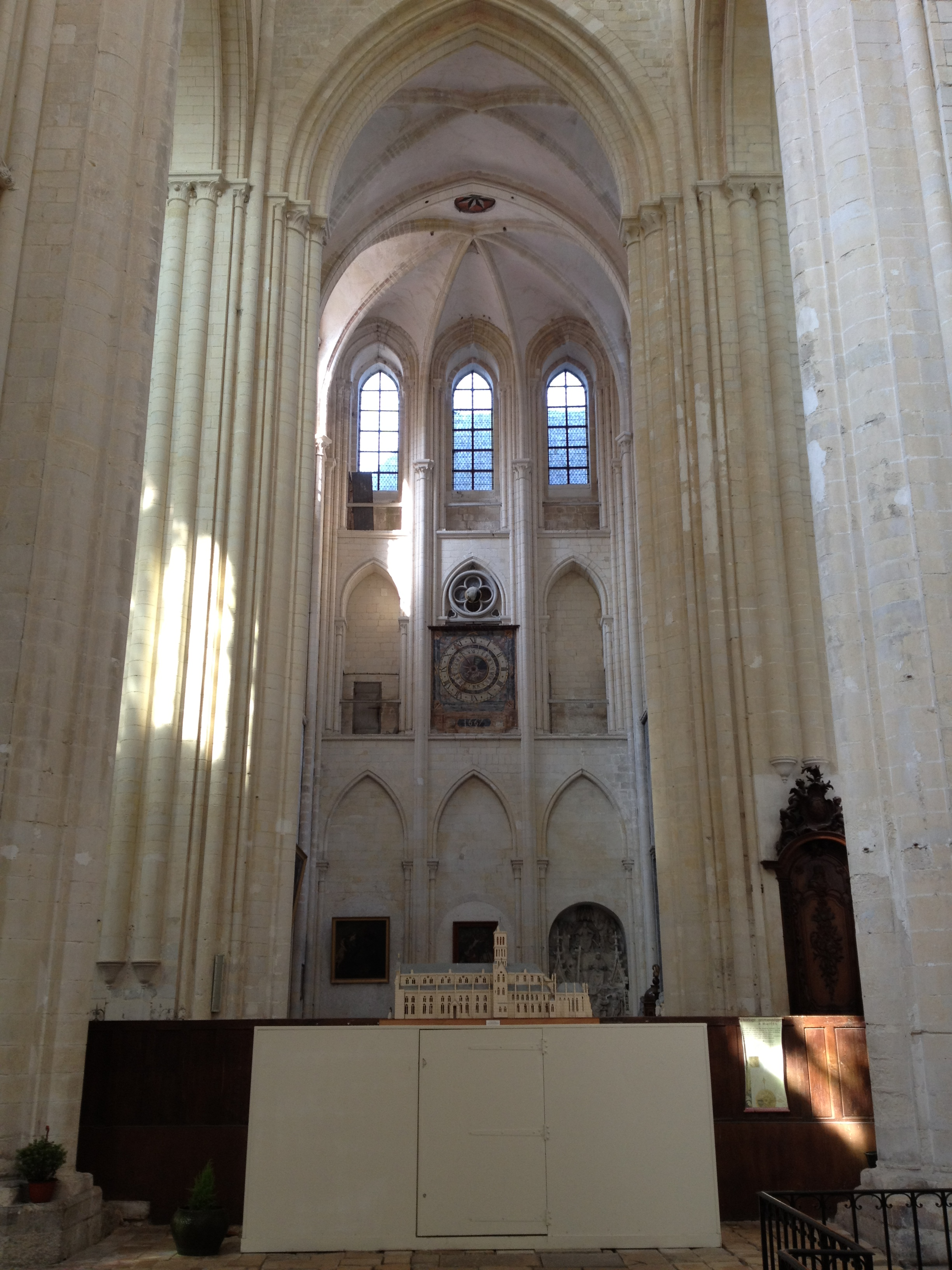
Transept nord

### Les vitraux
Dans la chapelle de la Vierge de l'église de la Trinité de Fécamp, on trouve des vitraux du XIIIe siècle, trois figures d'Apôtres sous des niches, accompagnées de grisaille qui sont probablement les plus anciens vitraux normands à personnages isolés. Trois verrières à petites scènes sont d'époque plus récente dont la mieux conservée est une Vie de sainte Catherine à compartiments trilobés, d'une exécution très menue et gracieuse avec des influences anglaises, picardes ou du Nord de la France.
L'art du XIVe siècle est représenté par trois verrières incomplètes au fond de la chapelle de la Vierge : une Légende de saint Édouard le Confesseur où on retrouve les sujets du mariage d'Édouard et d'Édith avec leur vœu de chasteté, la reconstruction de l'abbaye de Westminster, les miracles de guérisons, les actes de charité et la bague donnée par le roi à saint Jean l'Évangéliste. Cet art est proche de l'art du vitrail parisien vers 1300 et des manuscrits comme le Peterborough psalter. La Vie de Saint-Louis des environ de 1310 est incomplète avec onze scènes dont la remise de la couronne d'épines à un évêque, les épisodes de la captivité et de la mort du roi, une autre verrière montre un saint ermite et un lion.
Du XVe siècle une seule très belle verrière subsiste dans la chapelle Saint André avec la Vierge, le Christ, saint Pierre et saint Jean l'Évangéliste sous des architectures richement décorées. Le style est des environs de 1450.
Au XVIe siècle, l'œuvre d'Arnoult de Nimègue est présente dans trois verrières hautes du chœur montrant la Trinité, sainte Suzanne et saint Taurin, patrons secondaires de l'abbaye qui en garde les reliques. Elles sont de la Renaissance vers 1510-1512 sous l'abbatiat du cardinal Antoine Bohier. Une Trinité incomplète du même artiste se trouve dans la chapelle de la Vierge et d'autres petits panneaux plus récents sont aux armes du cardinal Bohier, du cardinal de Lorraine et de l'archevêque François de Joyeuse.
Des panneaux du XVIIIe siècle sont aux armes de la famille de Becdelièvre.

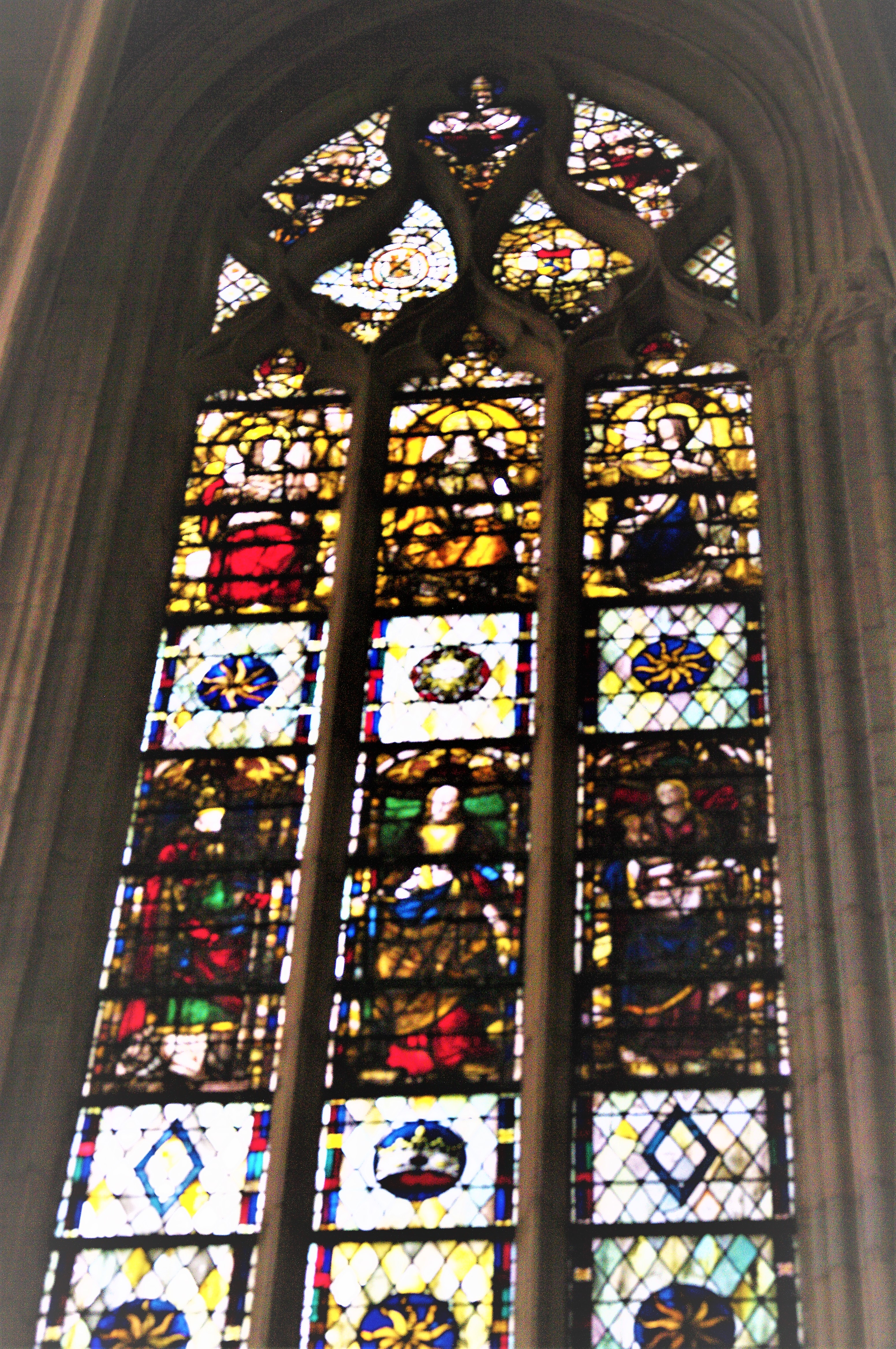
Verrière du XVIe siècle, chapelle de la Vierge.
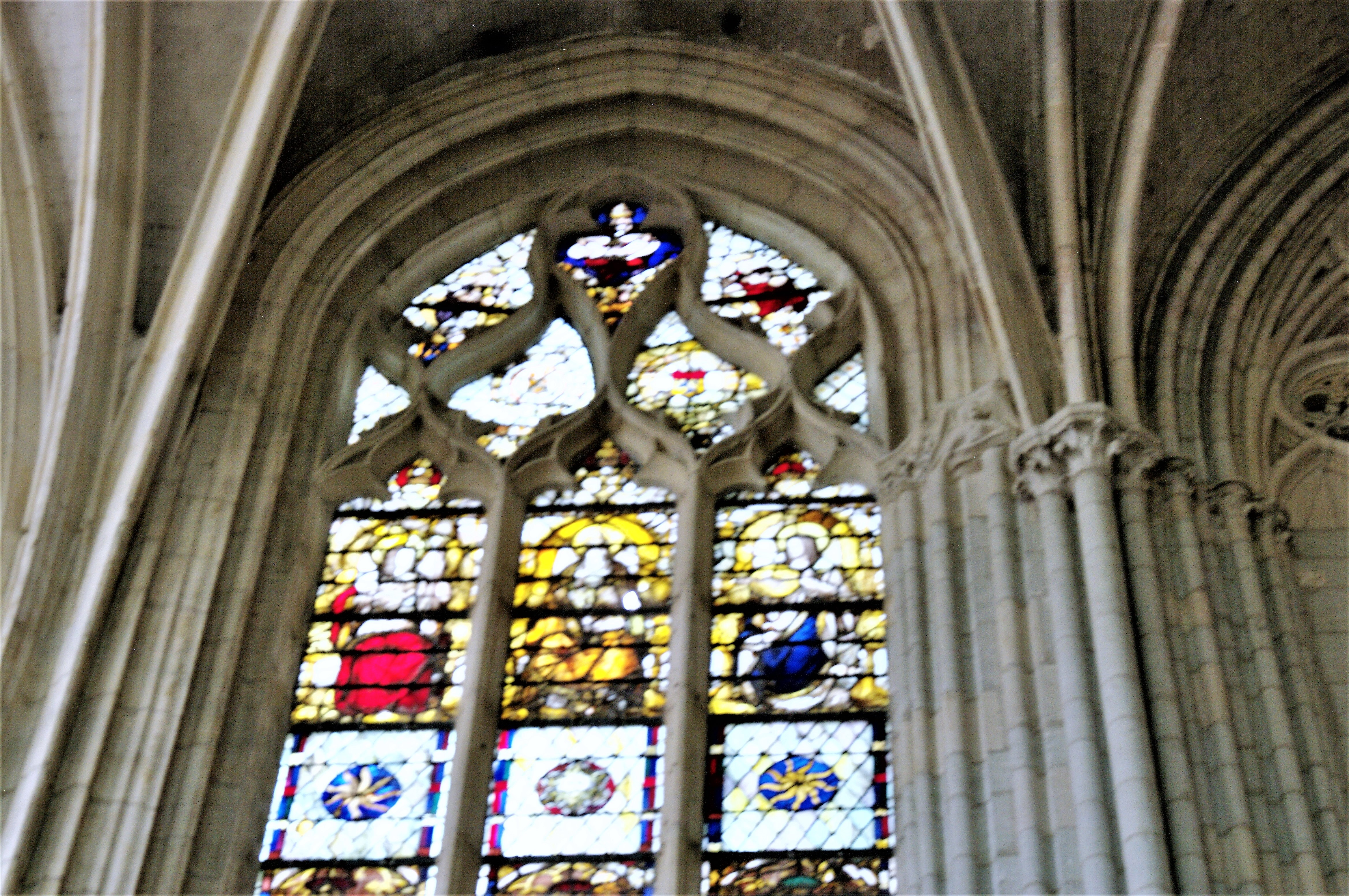
Détail de la verrière du XVIe siècle, chapelle de la Vierge.
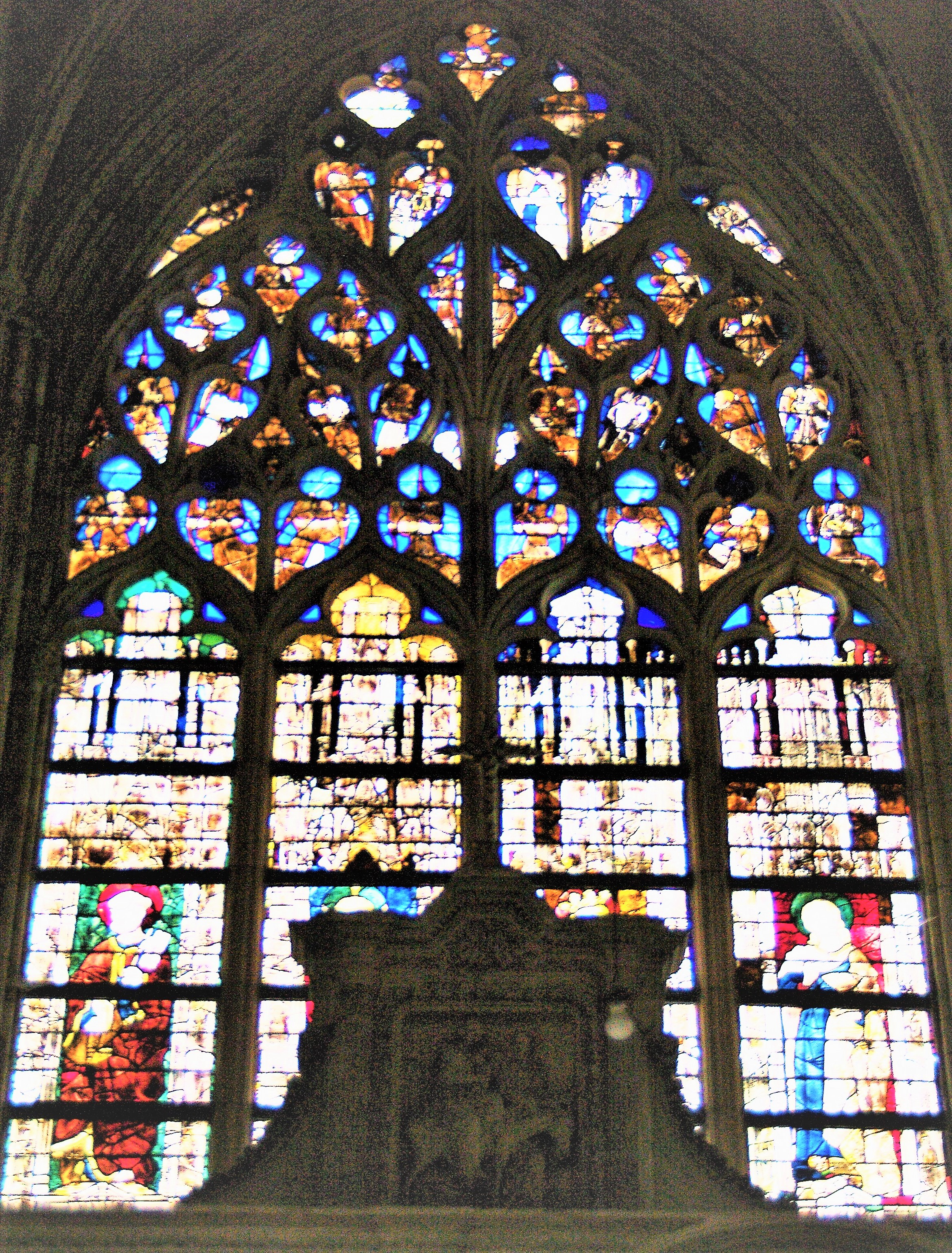
Verrière Renaissance de la chapelle Saint-Joseph.

### Les sépultures
Dans la chapelle des Fonts, dans le bras sud du transept, reposent sous une dalle, les corps des ducs de Normandie Richard Ier et Richard II.
Selon Arthur de La Borderie, Alain III de Bretagne, petit-fils de Richard Ier, mort à Vimoutiers fut également inhumé en 1040 dans la salle capitulaire de l'abbaye de Fécamp.
Un mémorial est apposé au pilier sud devant le chœur à la mémoire des abbés Philippe du Fossé, 21e abbé (1372-1380), Estold d'Estouteville, 23e abbé (1390-1423) et Jehan de la Haule, 25e abbé (1440-1467), inhumés dans la nef de l'abbatiale.
La chapelle du Sacré-Cœur abrite le mausolée de Guillaume de Volpiano, premier abbé de Fécamp ainsi que du dernier moine de l'abbaye, Dom Louis-Ambroise Blandin (1760-1848).
L'abbatiale abrite également quatre gisants d'abbés de Fécamp : celui de Thomas de Saint-Benoît, 12e abbé (1297-1307) dans la chapelle des Saints-Patrons, de Guillaume de Putot, 11e abbé (1285-1297) et Robert de Putot, 13e abbé (1307-1326) dans la chapelle Saint-Joseph et Richard d’Argences, 7e abbé (1220-1223) dans la chapelle Saint-Nicolas.

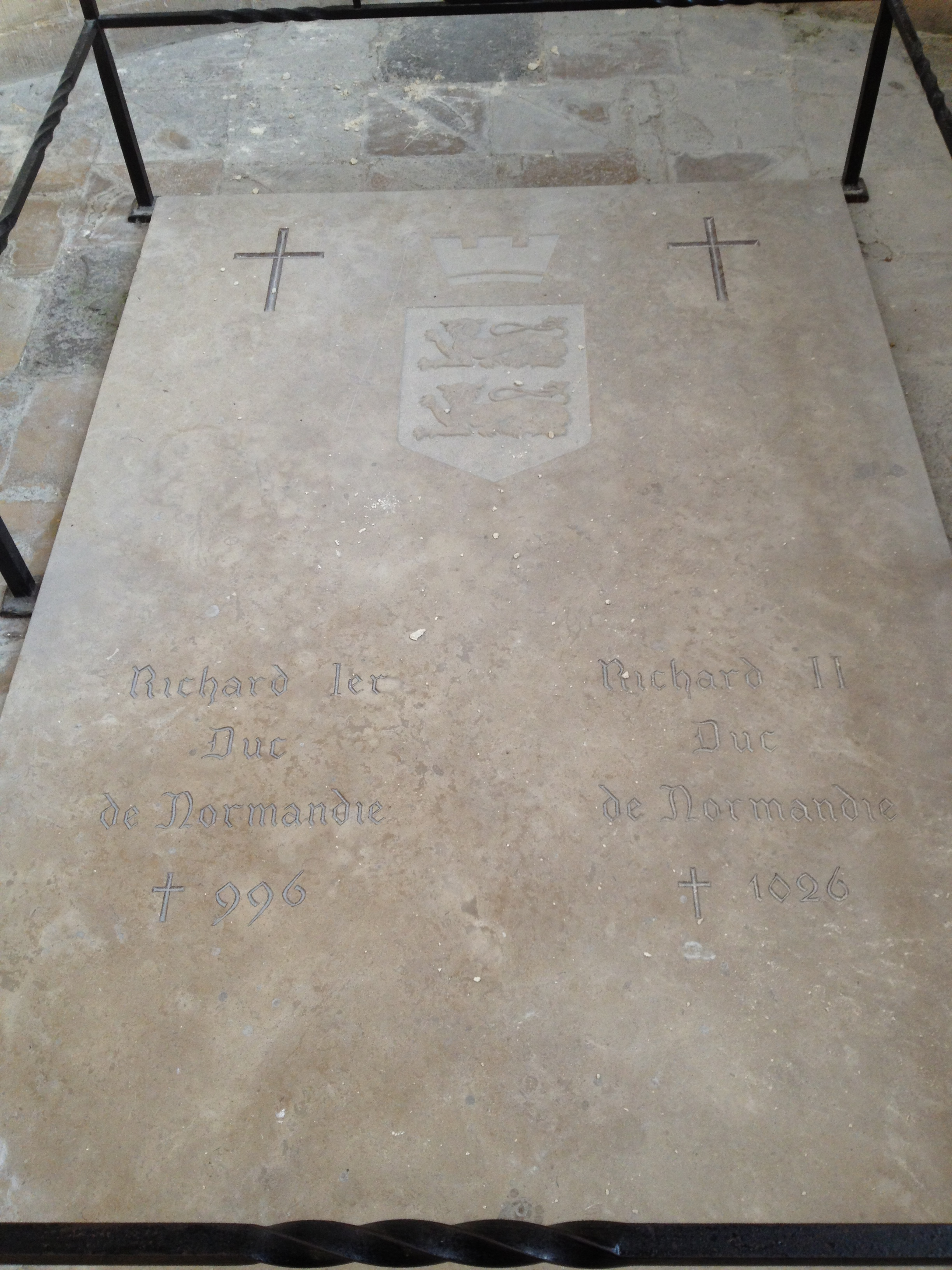
Richard Ier et Richard II, ducs de Normandie, fondateurs de l'abbaye.
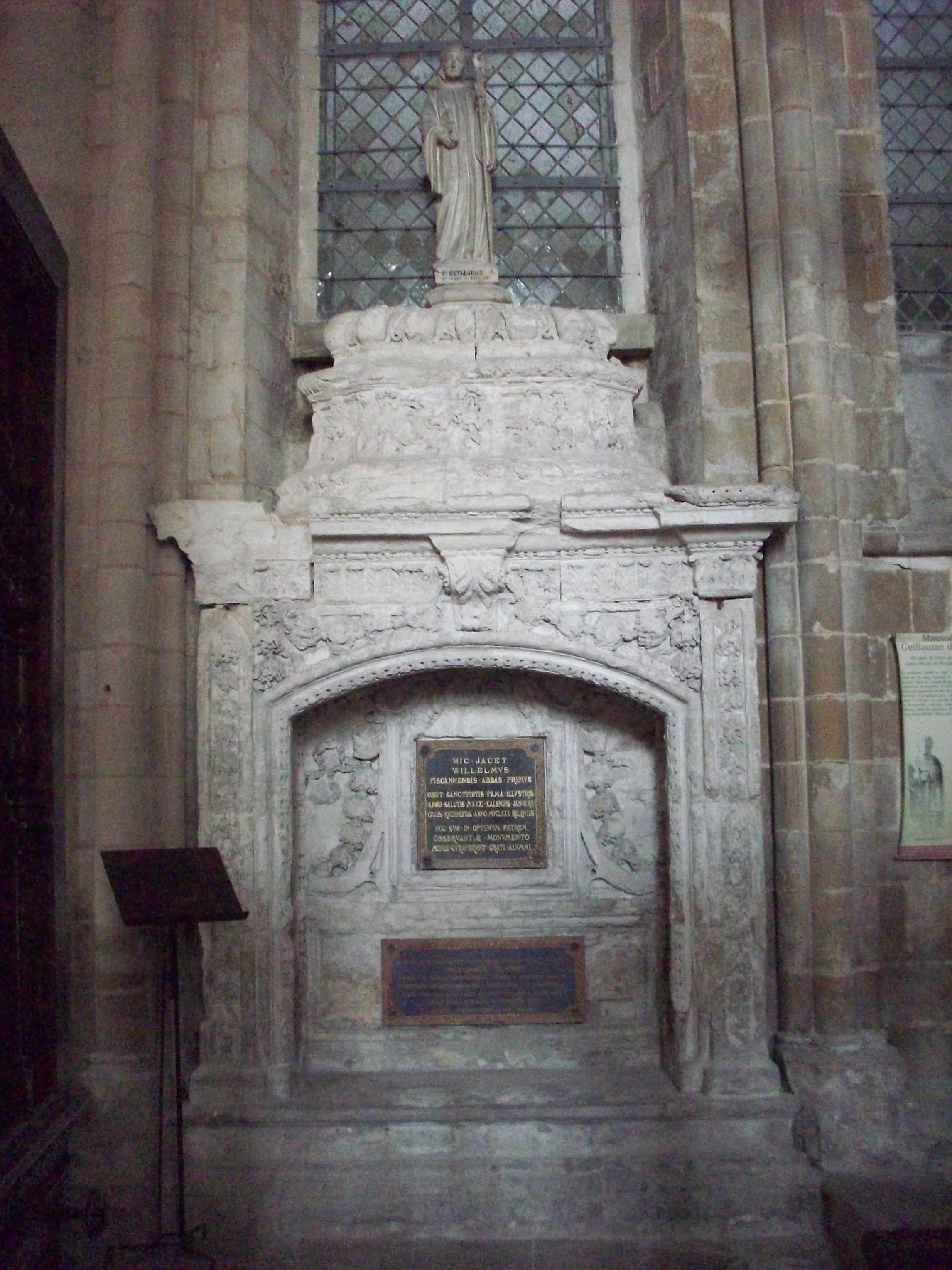
Mausolée de Guillaume de Volpiano.
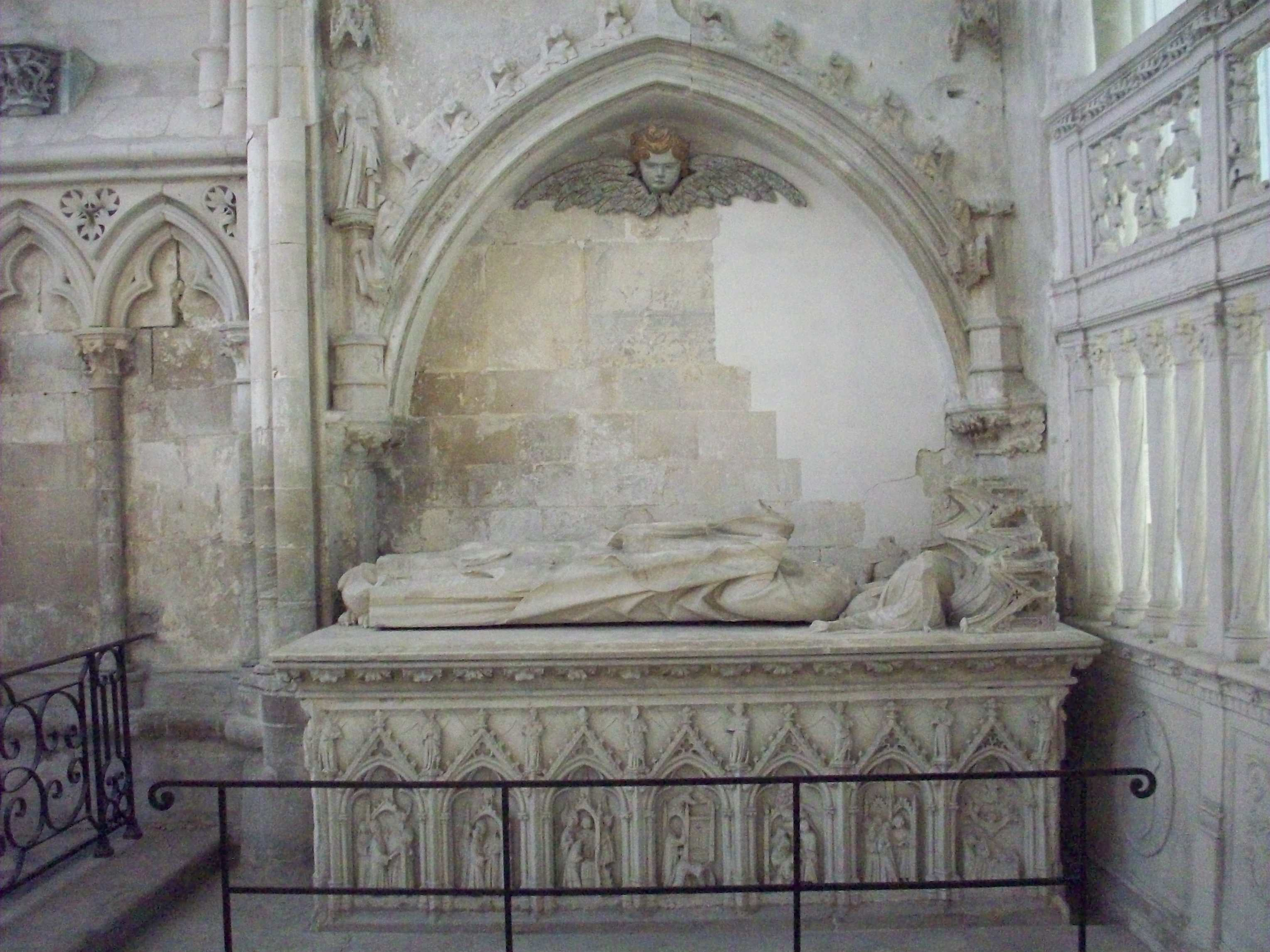
Gisant de Thomas de Saint-Benoît.
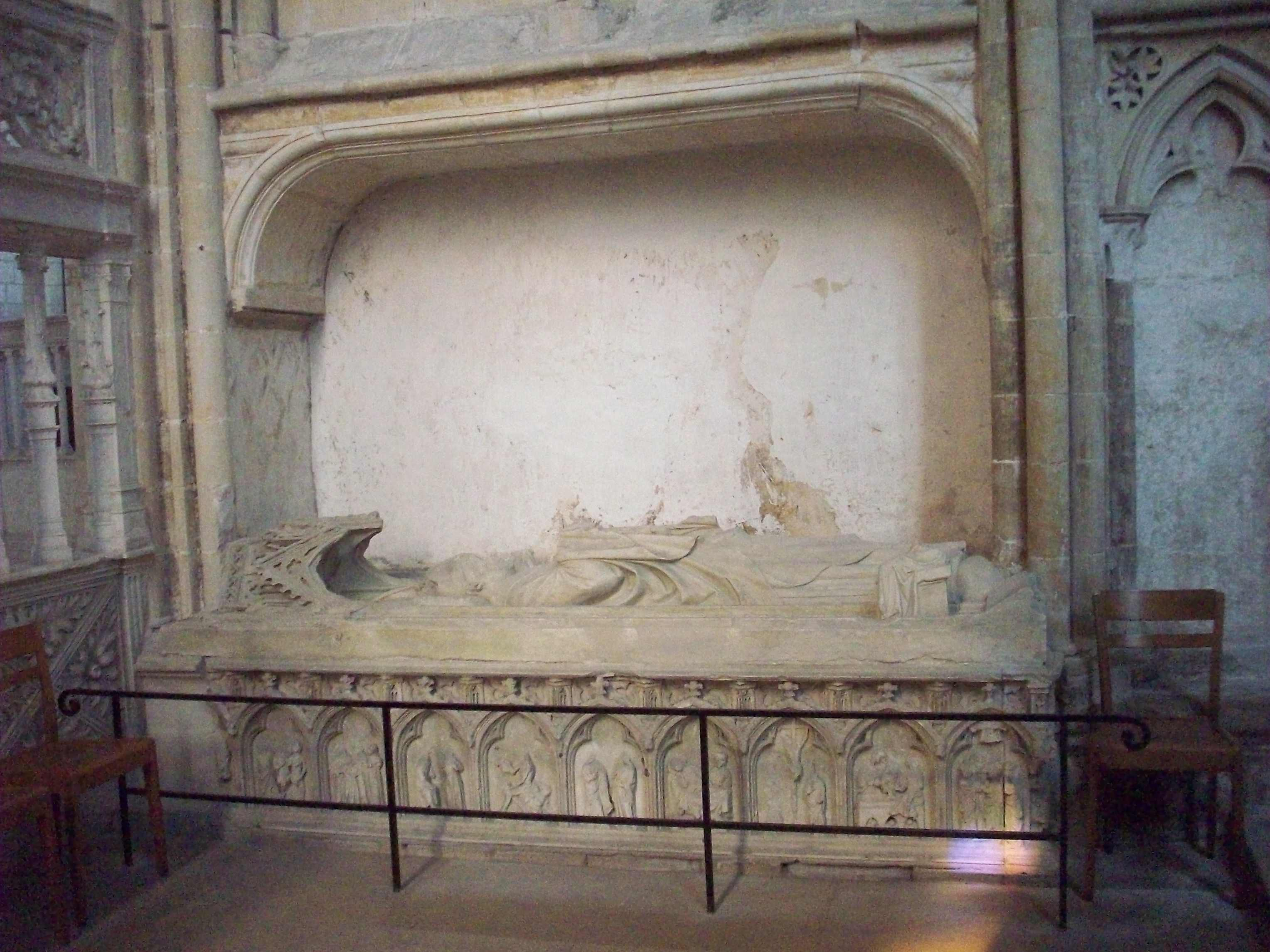
Gisant de Guillaume de Putot.
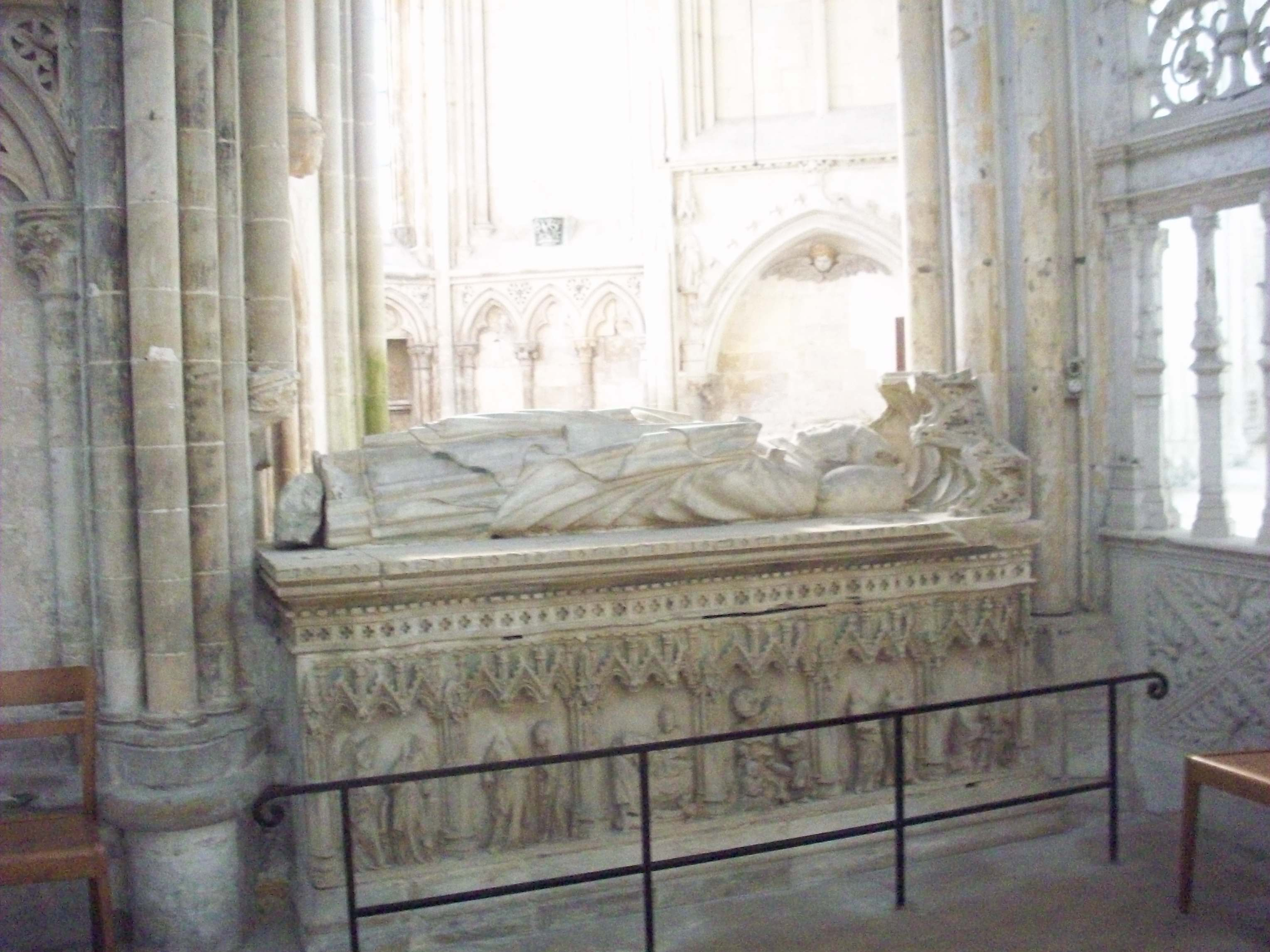
Gisant de Robert de Putot.
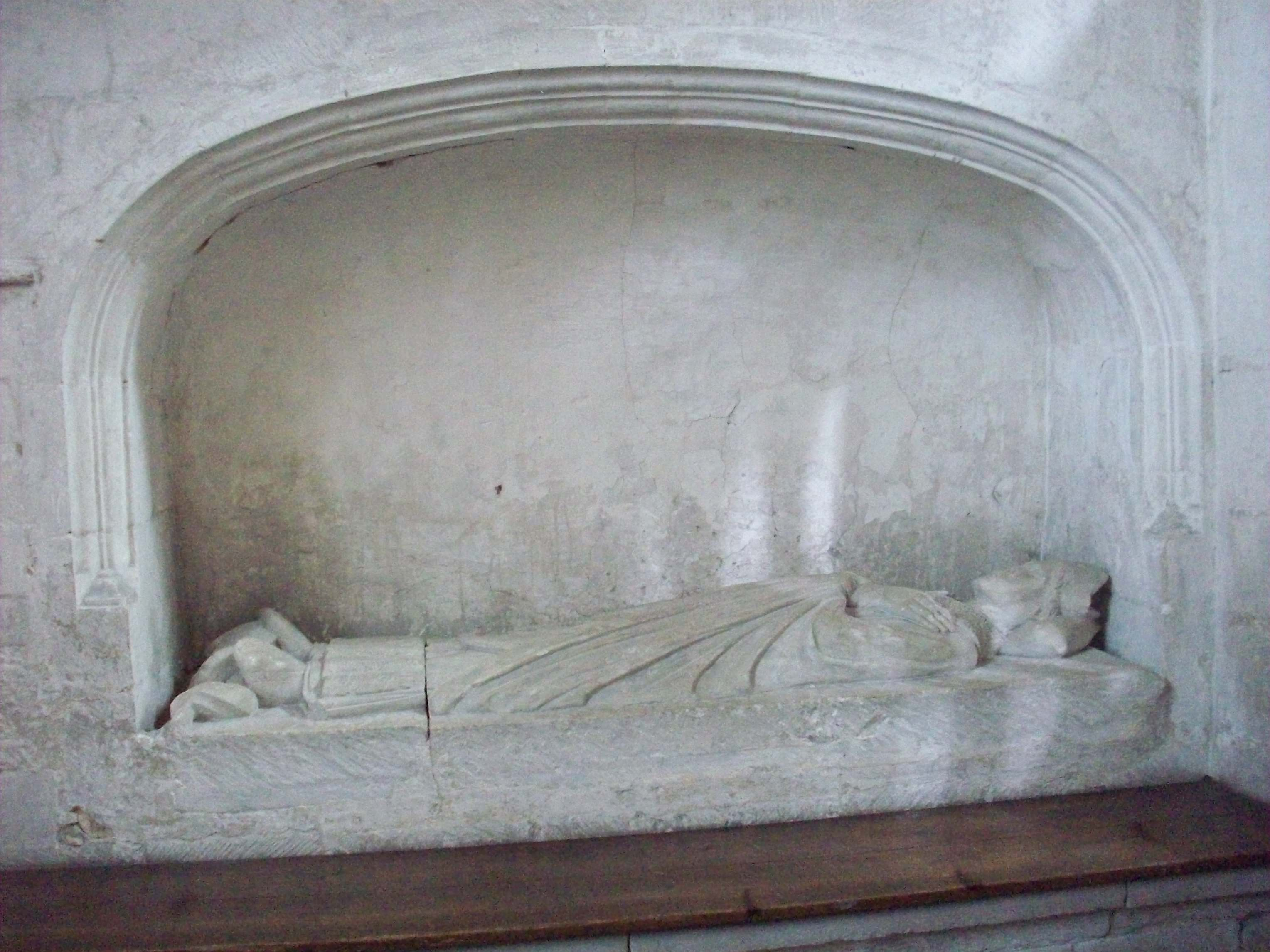
Gisant de Richard d'Argences.

### Les orgues

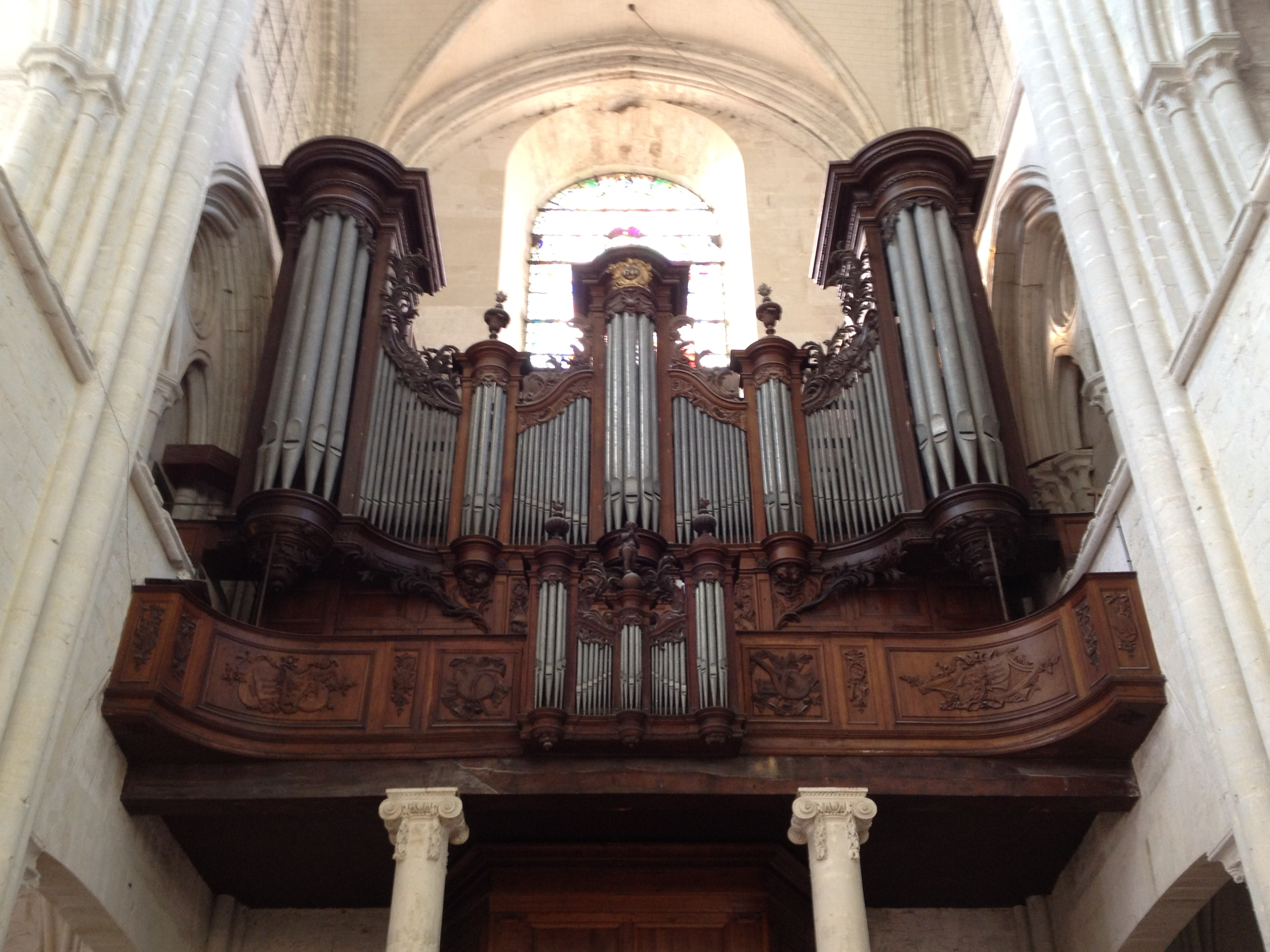
L'orgue.

L'abbaye de Fécamp possédait un orgue dès le XIe siècle. L'orgue de tribune a été construit en 1746 pour l'abbaye de Montivilliers et installé dans l'abbatiale de Fécamp en 1803. Il a été entièrement refait par Cavaillé-Coll en 1883.
- construction : Jean-Baptiste Nicolas et Louis Charles Lefebvre (1746)
- reconstruction : Aristide Cavaillé-Coll (1883)
- restauration : Mutin (1901), Beuchet (1956), Haerpfer (1984), Jean-Marc Cicchero (1997)[43]
- claviers : 3 & 1 pédalier

## Membres illustres
- Guillaume de Volpiano (962-1031), premier abbé de l'abbaye réformée ;
- Jean d'Allie († 1078), neveu et disciple de Guillaume de Volpiano, 2e abbé de Fécamp ;
- Remigius († 1092), aumônier de Fécamp, dernier évêque de Dorchester et premier évêque de Lincoln ;
- Herbert de Losinga († 1119), prieur de Fécamp, évêque de Thetford puis évêque de Norwich ;
- Turold († 1098), abbé de Malmesbury puis abbé de Peterborough.

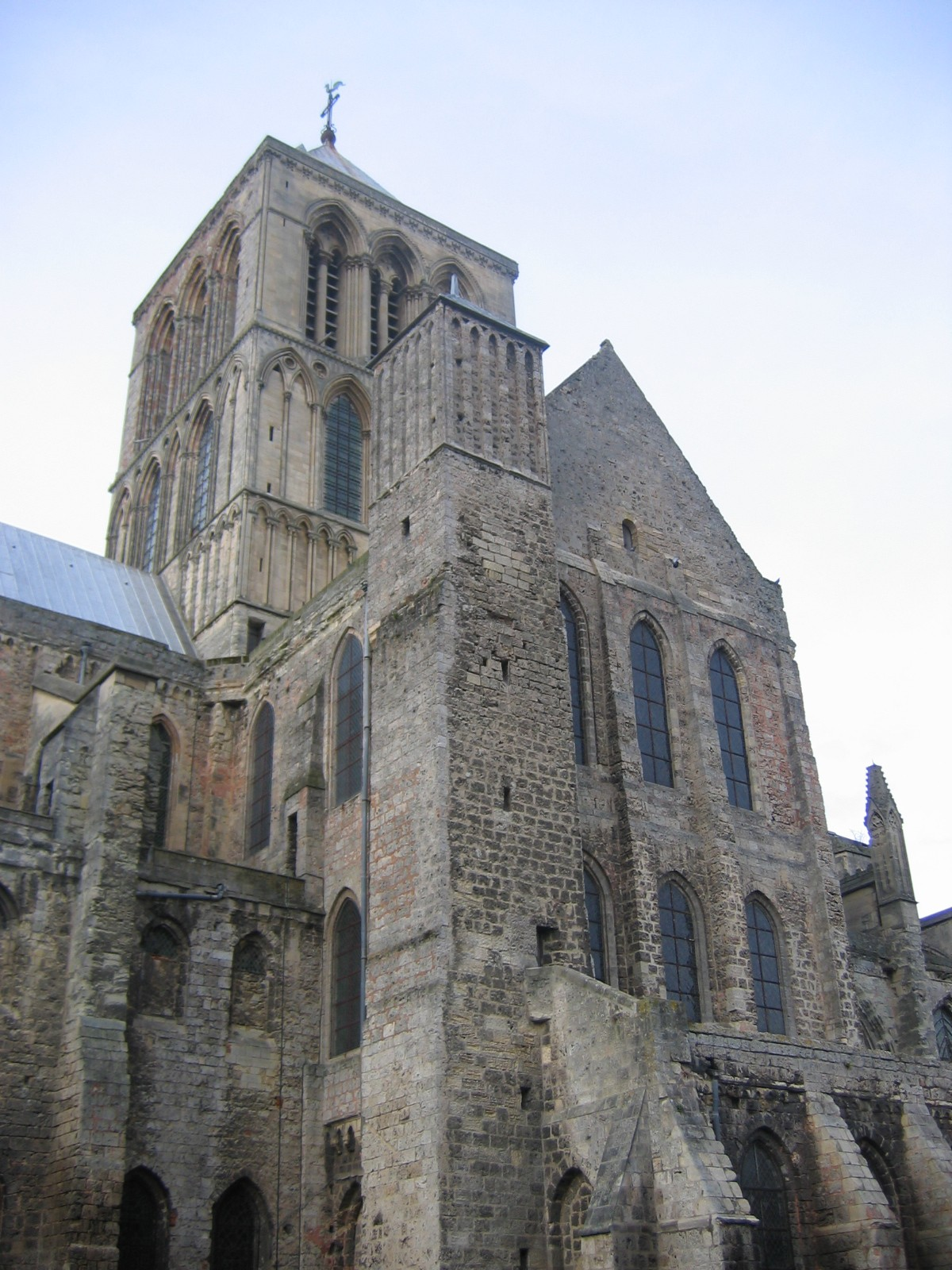
Vue sud-ouest.
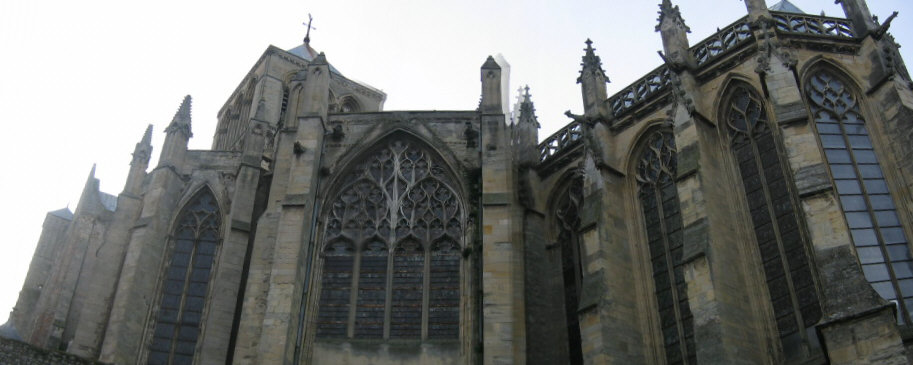
L'abbaye de Fécamp vue sud.
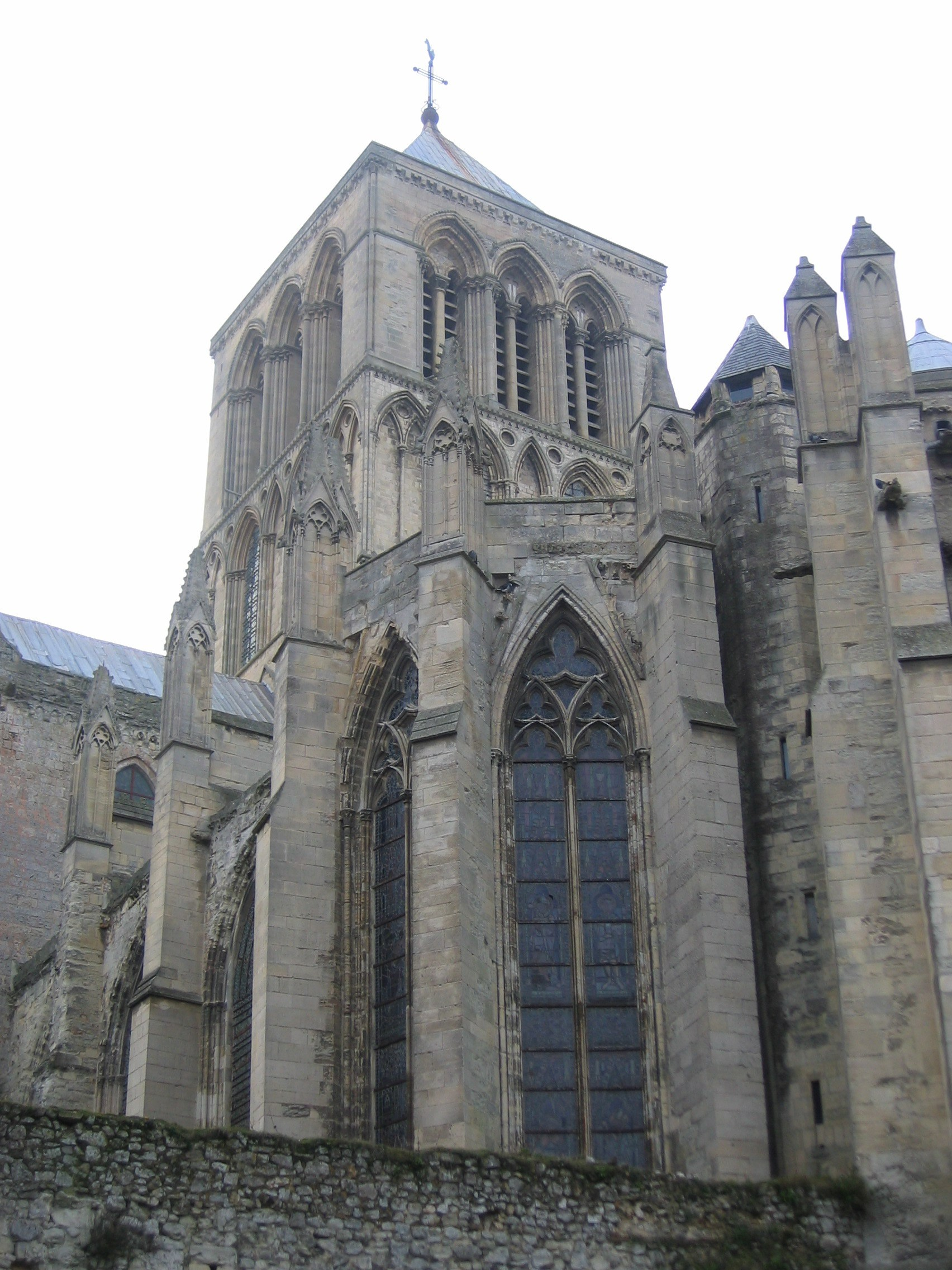
Vue est.
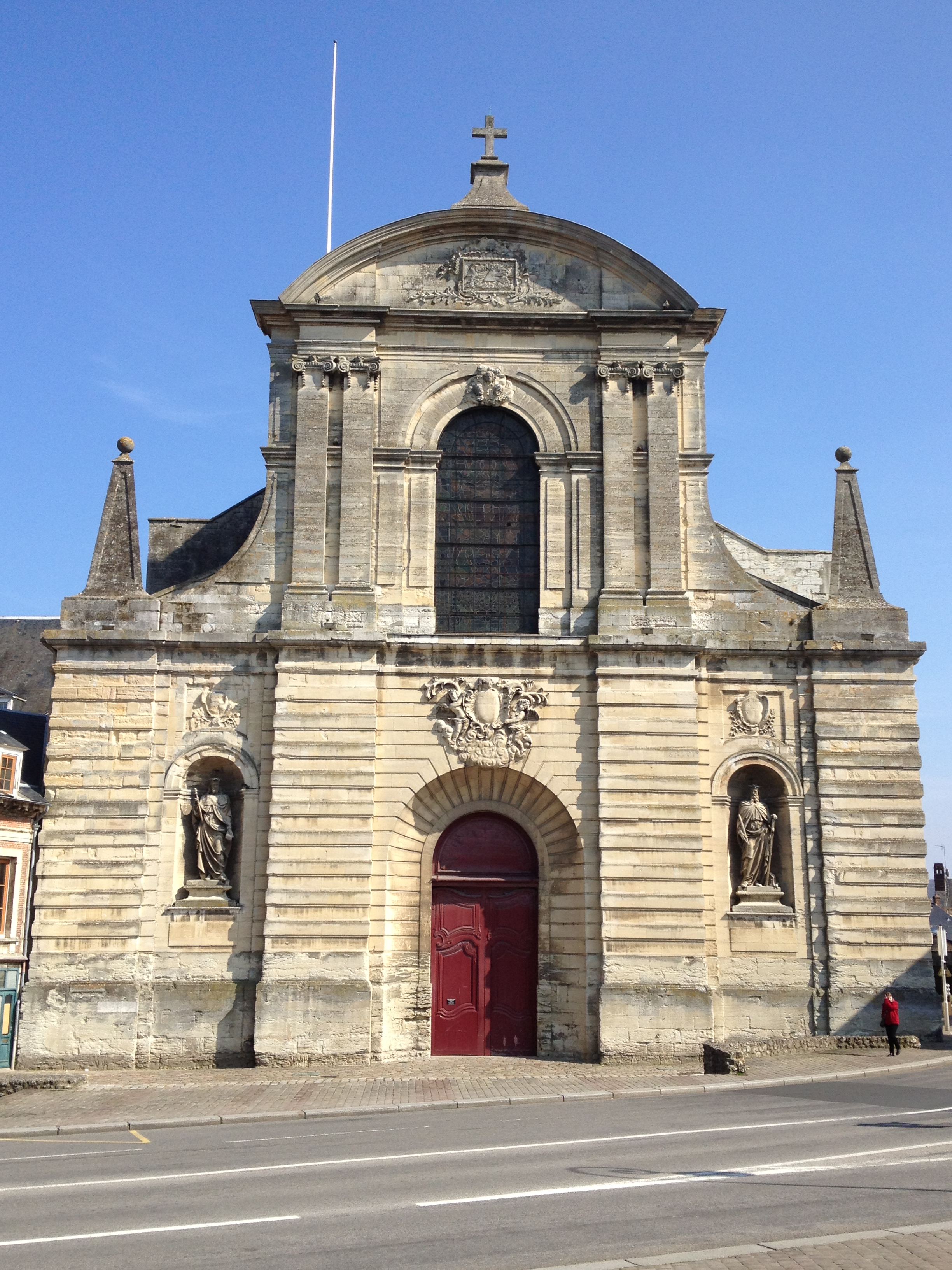
La façade ouest.
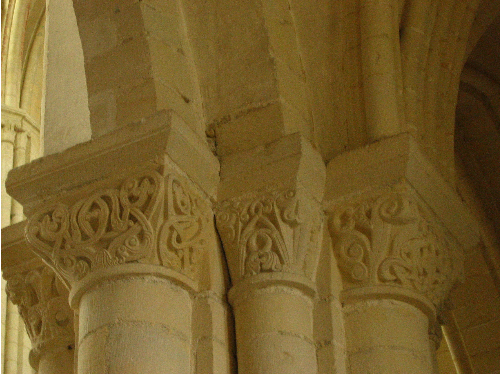
Les chapiteaux romans du déambulatoires.
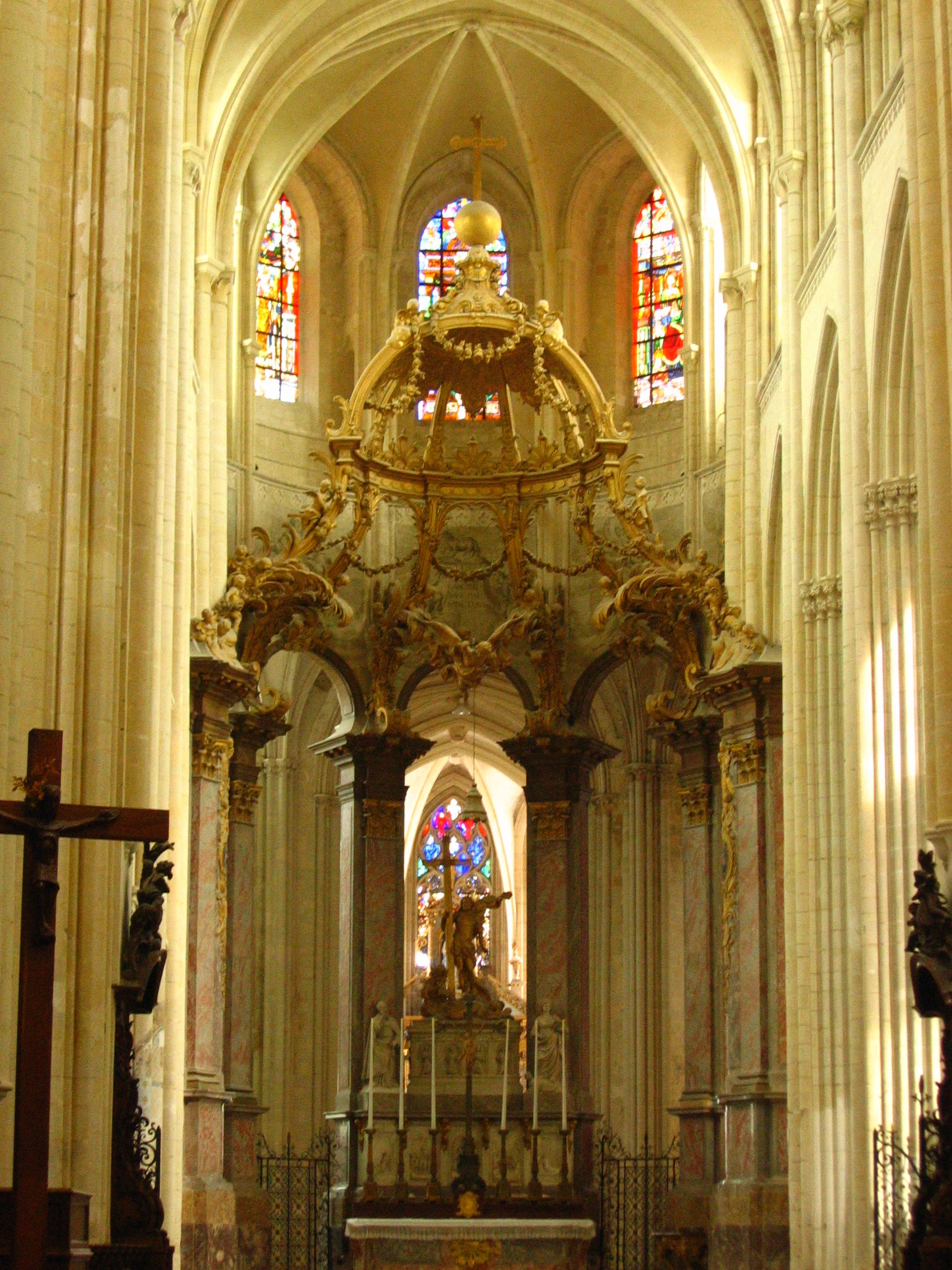
Chœur.
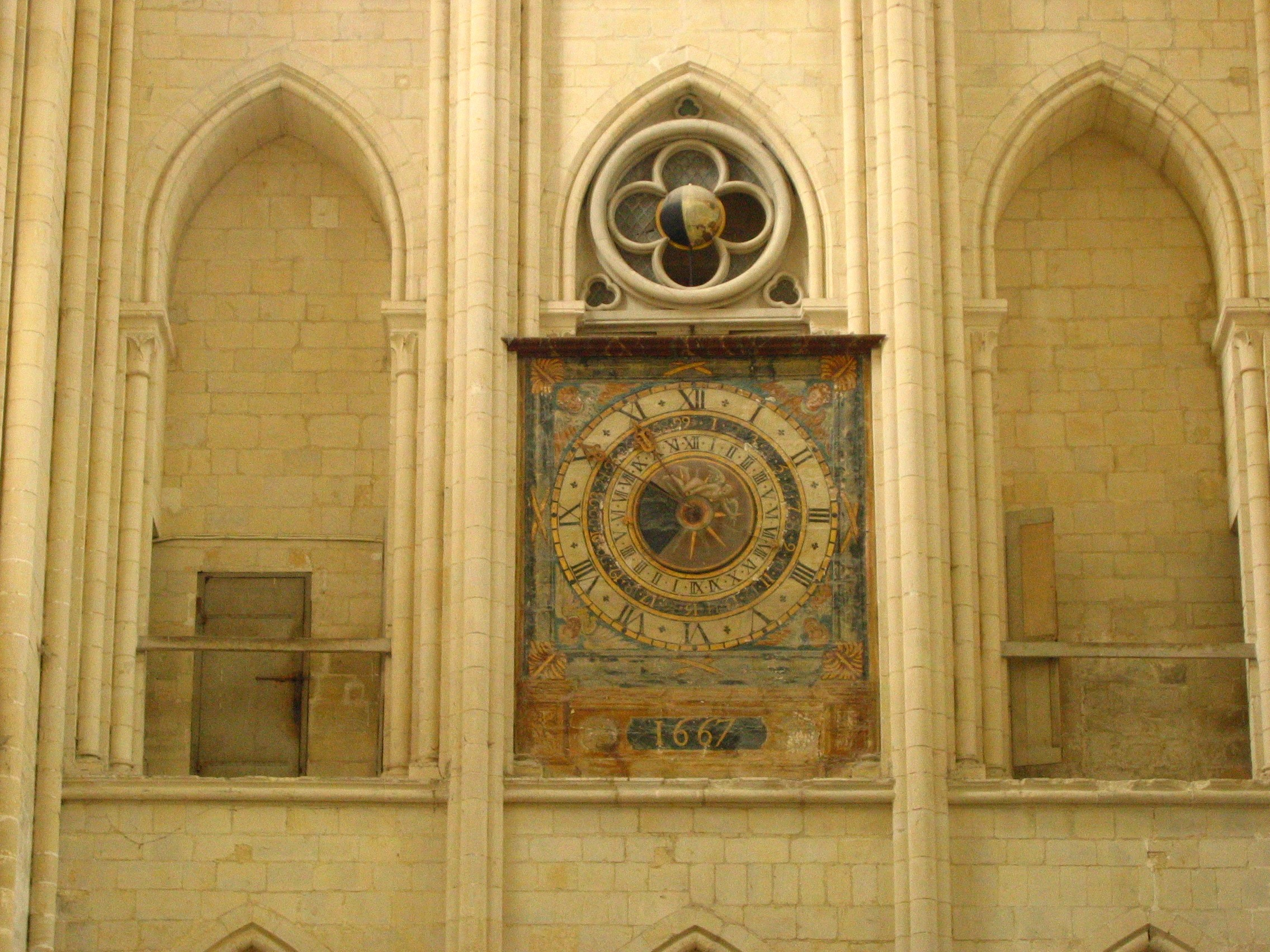
Horloge astronomique.
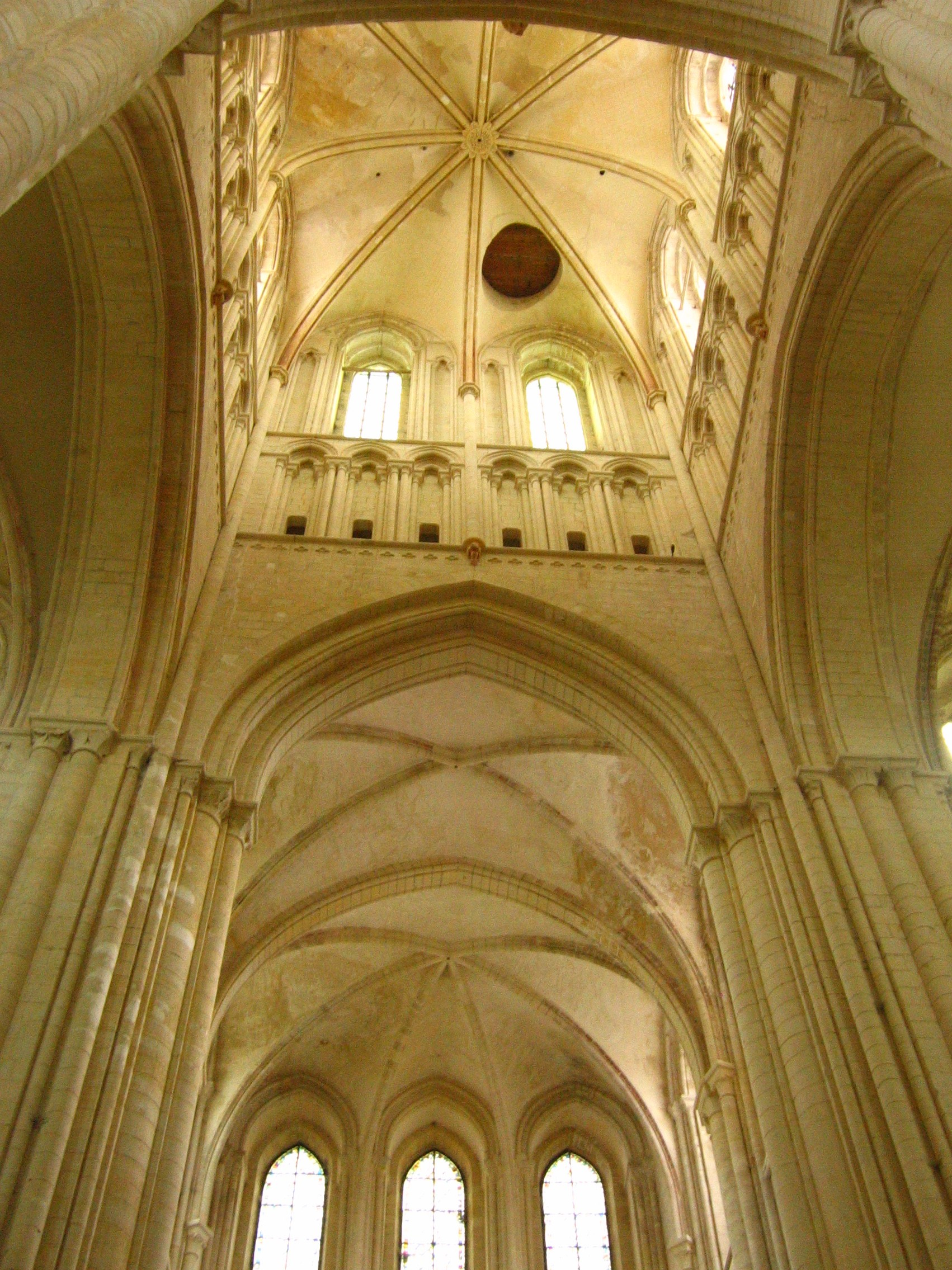
La tour centrale.
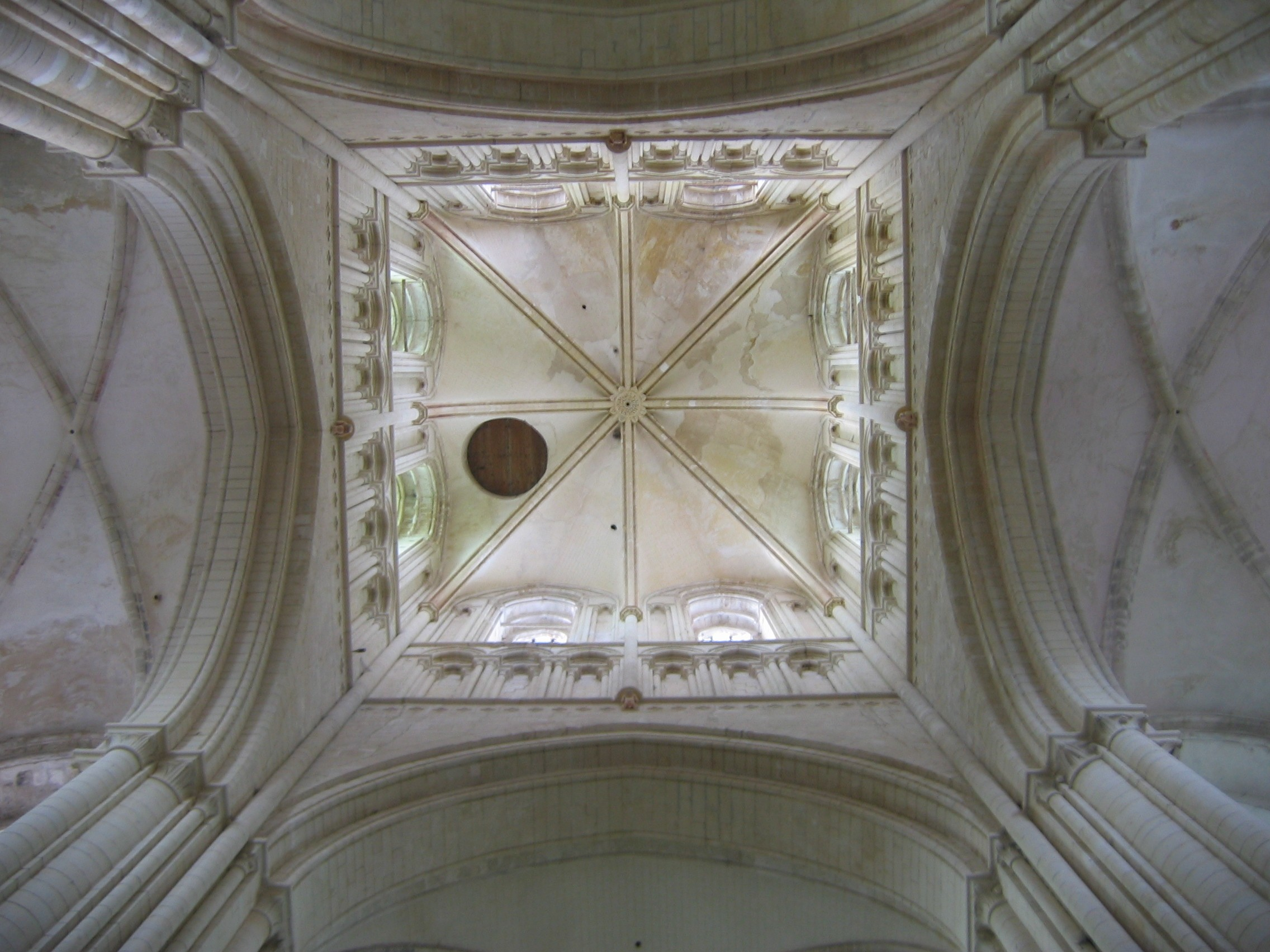
La tour-lanterne.
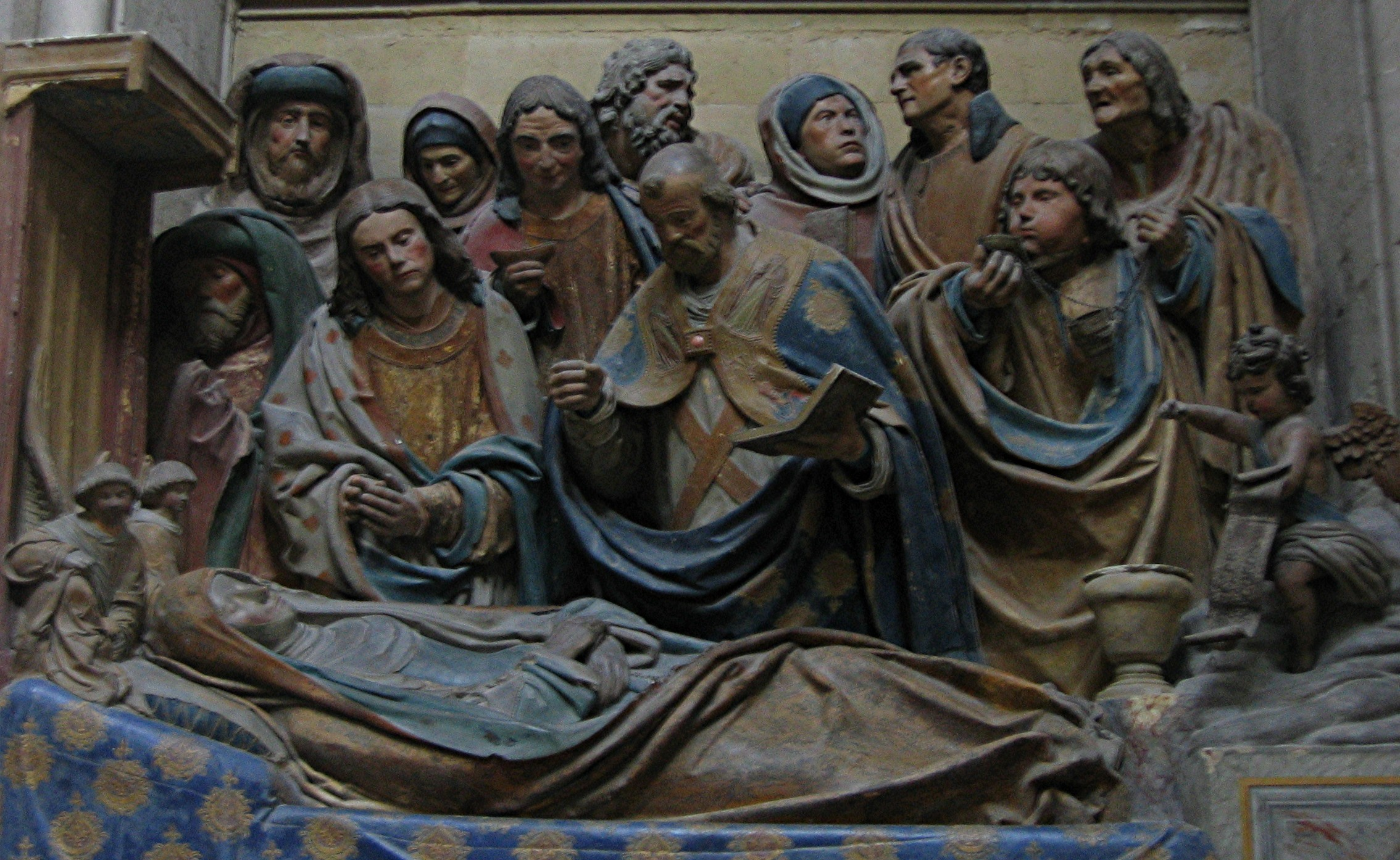
Dormition de la Vierge, XVe.
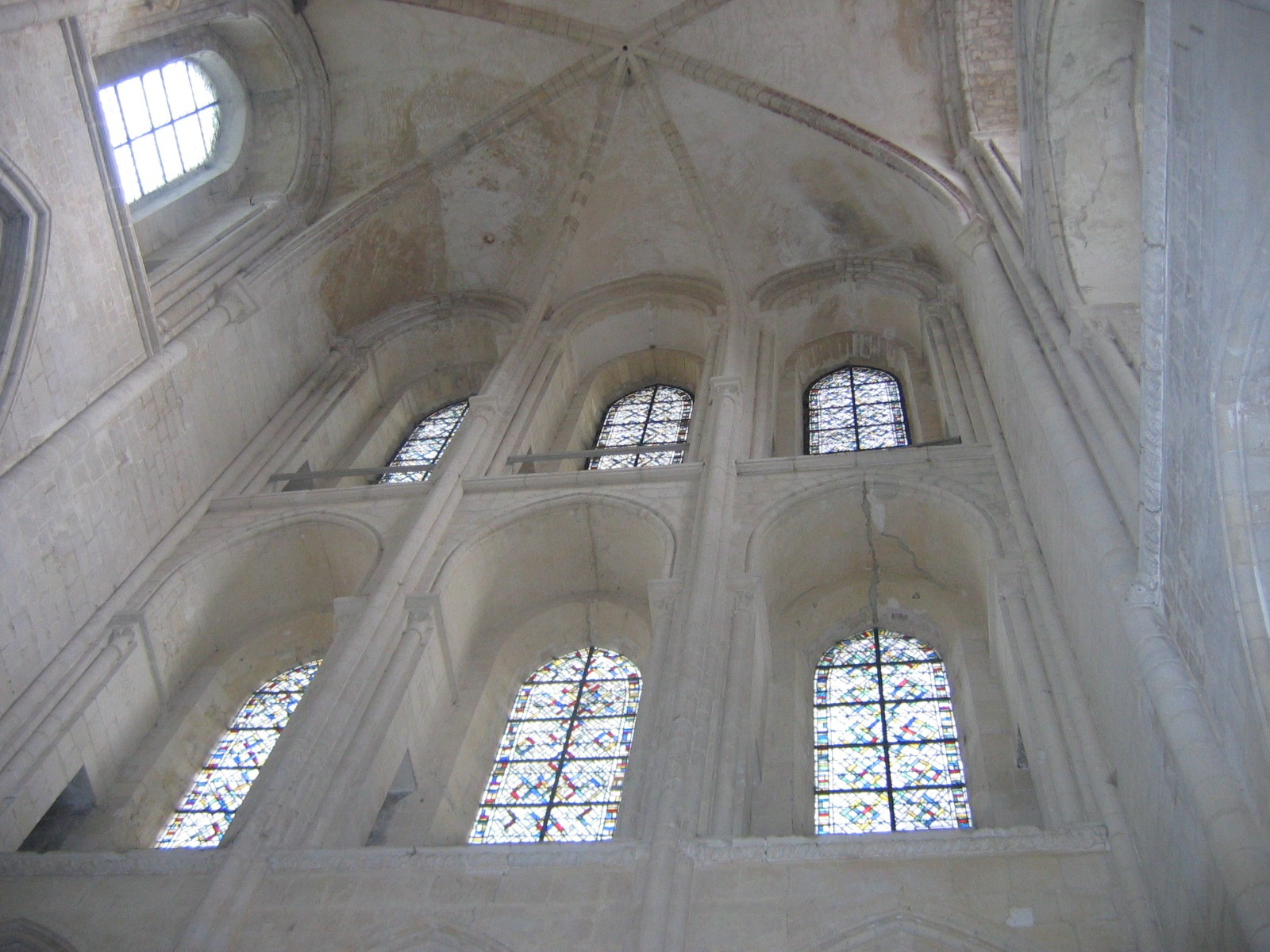
Croisillon du transept.
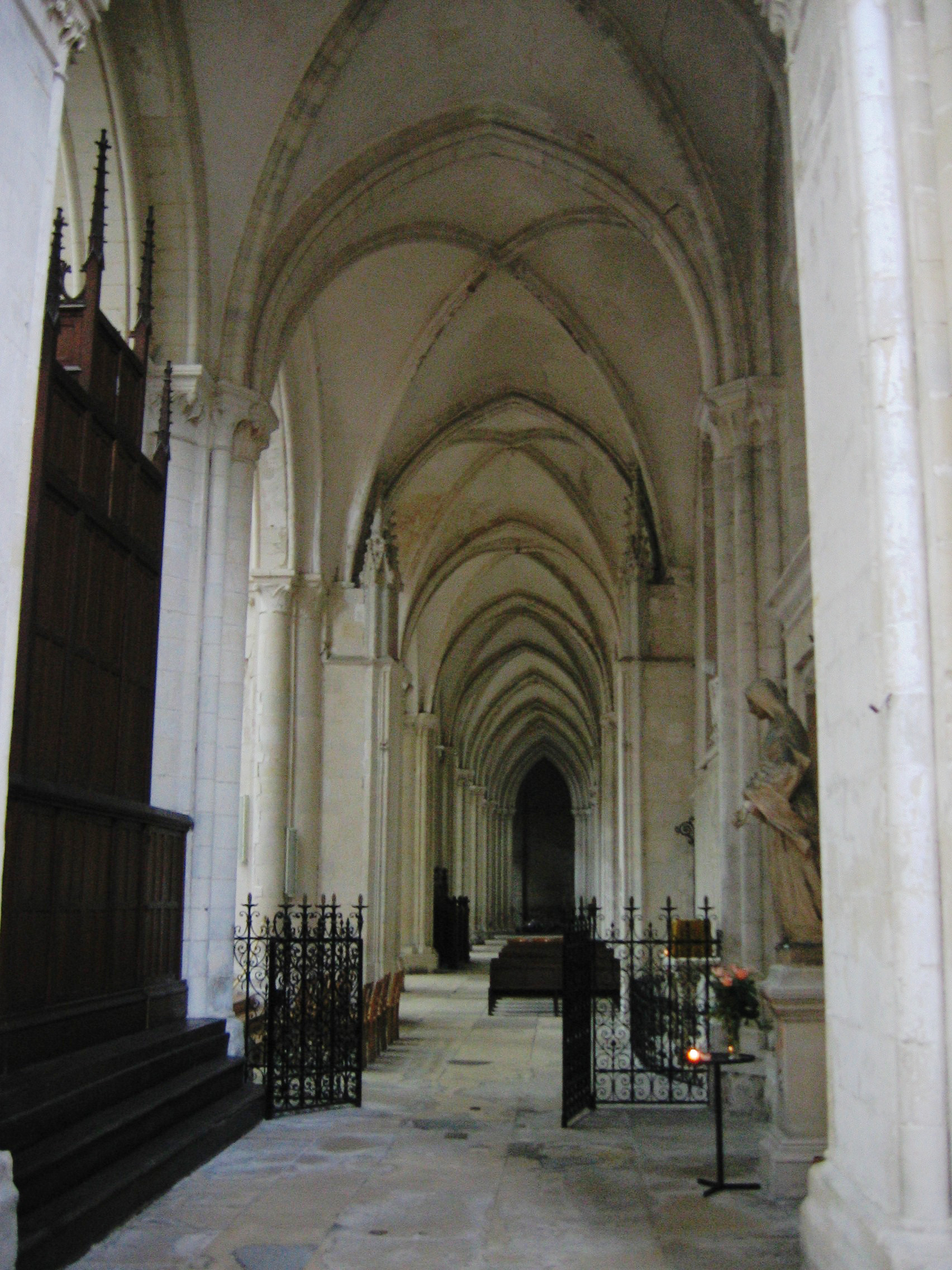
Collatéral sud.

### Note
1. ↑  Richard de Treigots est le commanditaire du manoir du Catel
2. ↑  En 1080, Waléran, fils du monétaire Renouf, contestant la donation, obtint du duc-roi son annulation et la restitution des biens[30].